# Histoire d'Arles sous l'Ancien Régime

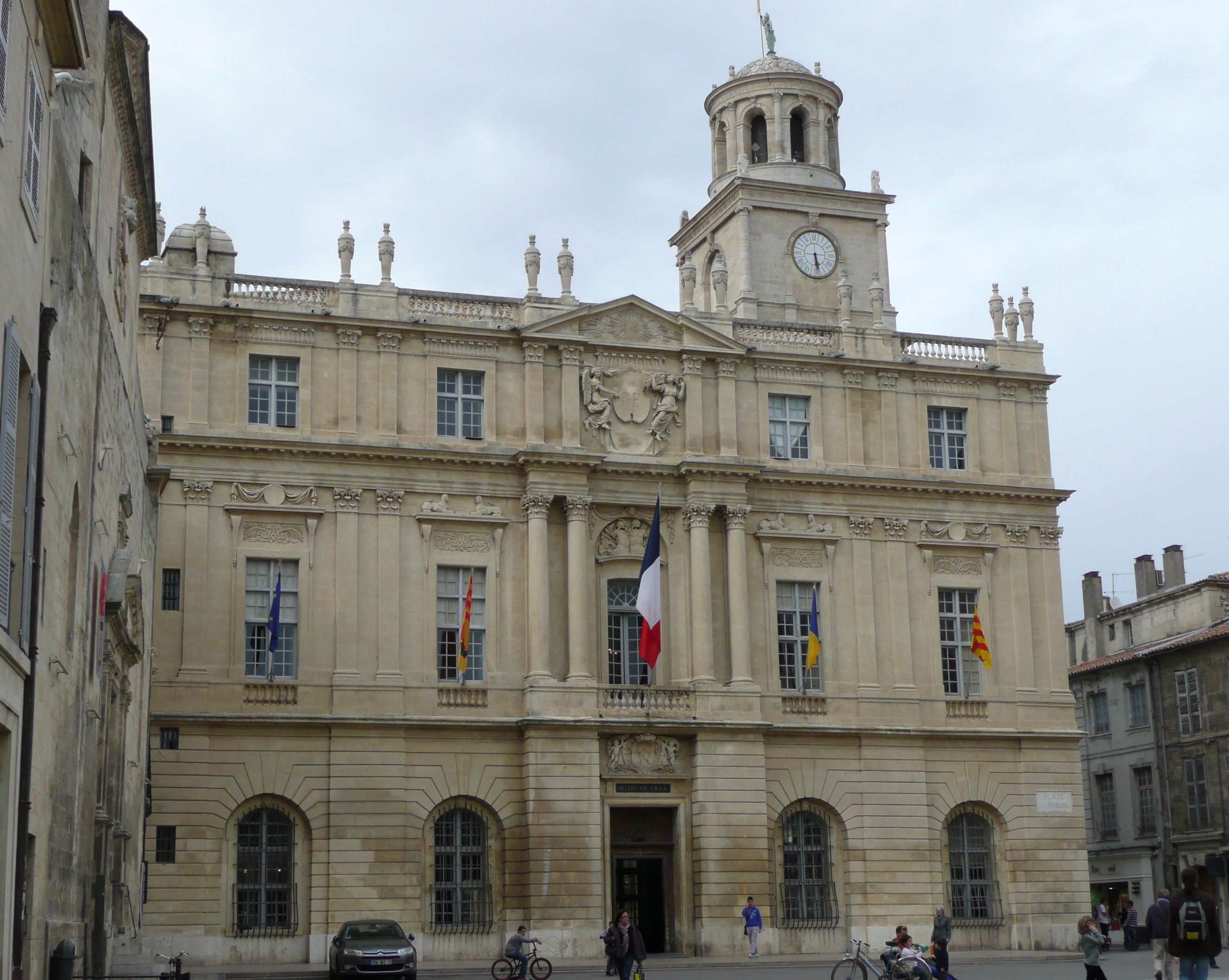
L'hôtel de ville d'Arles achevé en 1675.

L'Ancien Régime arlésien commence peu après le rattachement de la Provence à la France. Déchue de tout rôle politique au profit d'Aix, la cité subit de nombreuses épreuves telles que les épidémies de pestes et les Guerres de religion, mais se transforme finalement peu pendant ces trois siècles. Si on note une floraison du bâti de prestige tant religieux que privé, socialement la communauté arlésienne reste une société agricole, dominée par une noblesse nombreuse et riche jusqu'à la Révolution.

## XVIesiècle

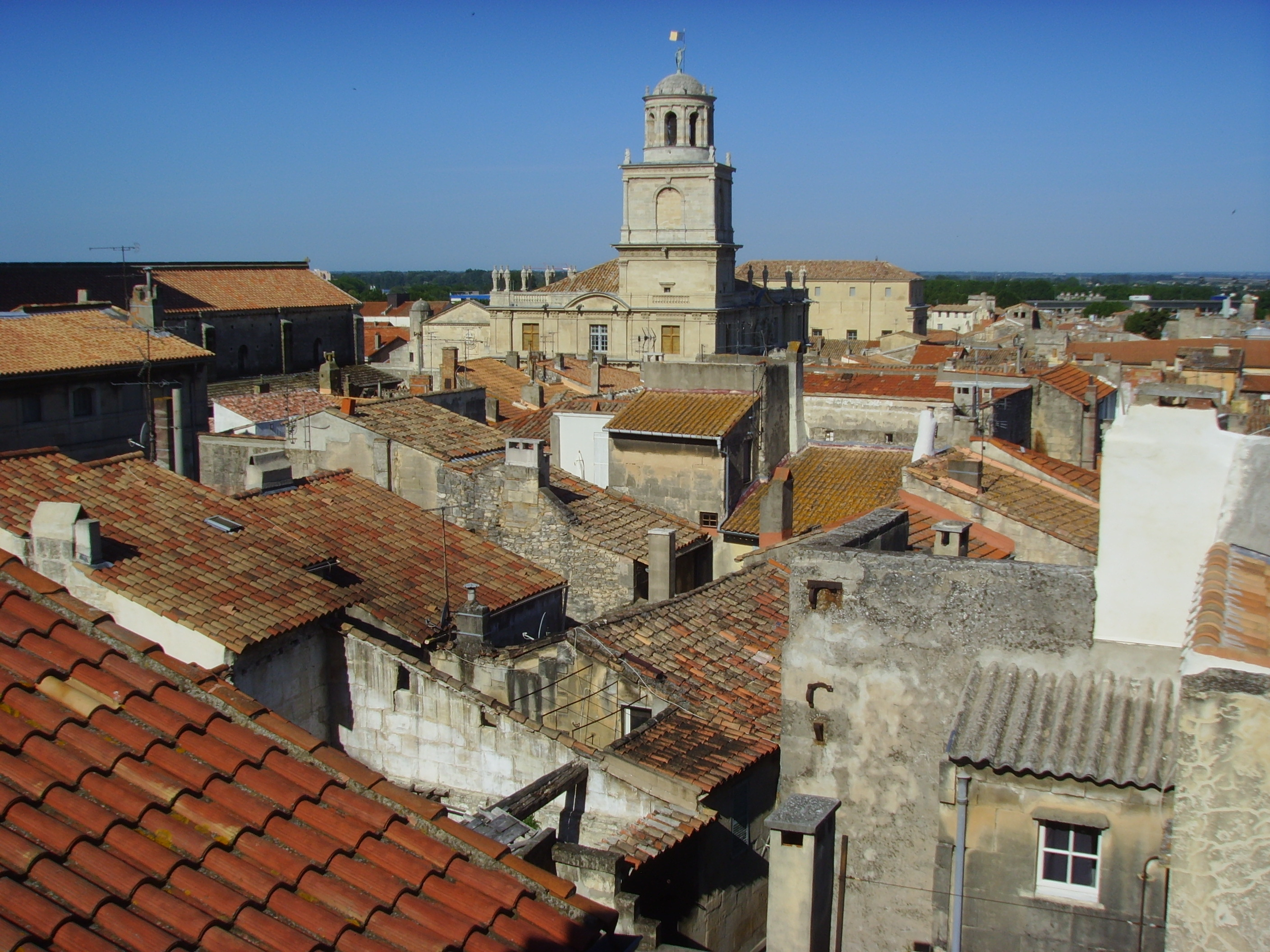
Tour de l'horloge dépassant des toits en 2012 ; au sommet lHomme de bronze.

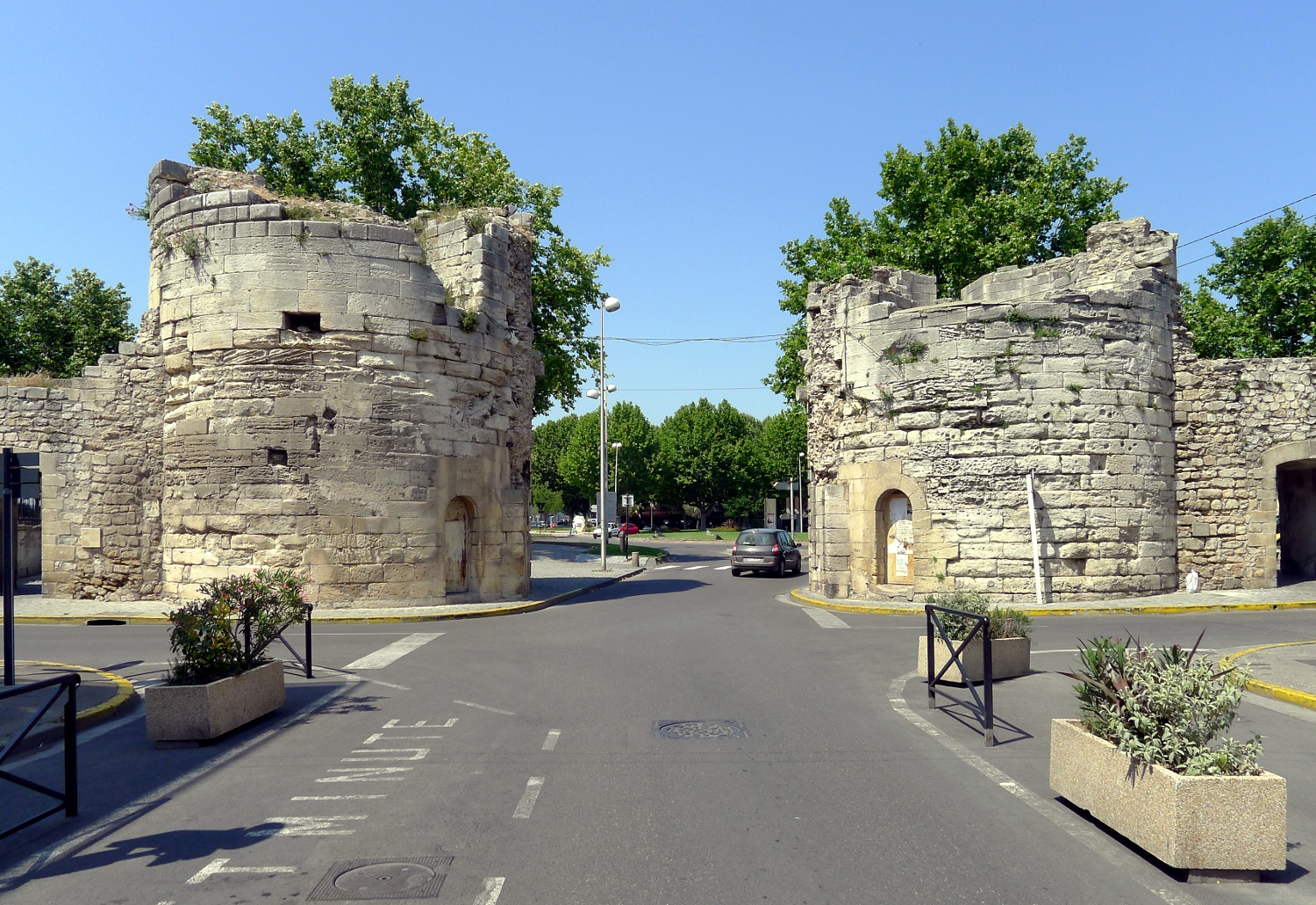
Porte de la Cavalerie en 2011.

### 1500-1536: Arles devient française
L'annexion d'Arles au royaume de France se fait sans grande difficulté politique. Toutefois ce rattachement qui se déroule dans un contexte particulier lié aux éléments naturels (débordements du Rhône et épidémies) et à la politique (guerres d'Italie) entraîne de grandes difficultés financières pour la cité.

#### Un rattachement bien accueilli
Dès 1503, des délibérations du conseil sont écrites en français et non plus en provençal comme auparavant. Puis en 1515, les Arlésiens envoient une ambassade au roi François Ier sacré le 25 janvier 1515, pour renouveler leur serment de fidélité. François Ier passe lui-même à Arles au début de 1516 lors de son retour d'Italie : il est accueilli magnifiquement et visite les monuments romains. Il reviendra plusieurs fois dans la cité, en 1533 et 1537. En septembre 1535, l'Édit de Joinville divise la Provence en cinq sénéchaussées, dont celle d'Arles, pour rapprocher des sujets des représentants du pouvoir. L'année suivante le 20 août 1536, les Arlésiens qui s'étaient déjà préparés en 1524 à un siège face aux troupes de l'Empire, témoignent de leur attachement à leur récente patrie en arrêtant la seconde invasion de la Provence conduite par Charles Quint.

#### Un environnement hostile
En ce début de siècle, le Rhône est un voisin dangereux. Le 14 décembre 1508, la Camargue est submergée, puis en novembre 1511, la chaussée de la Corrège se rompt, comme celle de la digue Baussenque en 1522. Et le 11 novembre 1529, le territoire arlésien est à nouveau totalement dévasté. La peste apparaît en juin 1523 et fait des ravages dans Arles. En 1524, puis en 1526, l’épidémie toujours latente, oblige le conseil de la communauté à prendre de nouvelles mesures de précaution.
Mais à cette époque, les difficultés proviennent essentiellement de l’insécurité liée aux guerres d’Italie. Dès le 28 juin 1512, la ville fait le dénombrement des hommes en état de porter les armes pour la défense de la ville, et en trouve 2200. Pour se prémunir contre tout enrôlement abusif, les gardiens de taureaux de Camargue fondent la Confrérie de Saint-Georges, dans l'église de ce nom le 2 juillet de cette même année. En 1521, la ville des Saintes-Maries-de-la-Mer demande de l’aide pour se prémunir contre des pirates turcs, puis vers 1526, la cité craint l'arrivée de Sinan le Juif un des lieutenant du corsaire Barberousse. L'année suivante, le 13 juin 1527, sur l'avis que des voiles barbaresques se sont montrées dans les parages, le conseil décide de renforcer de « huit bons hommes » et d'une pièce de canon la garnison de la tour du Balouard, aux embouchures du Rhône. Dans ces conditions dès 1524, les murailles de la ville sont renforcées. Le 26 mai 1536, dans l'appréhension d'une attaque par l'armée impériale, le conseil nomme une commission pour inspecter les remparts et en 1537, la réfection de la tour des Mourges est entreprise. Ces travaux militaires accentuent la détresse financière de la ville

#### Des difficultés financières
Ces difficultés financières transparaissent dès 1524 lorsque le 21 juin, le Conseil, vu les grands besoins de la ville, pour l'entretien de la garnison, la réparation des remparts et les mesures à prendre contre la peste, délibère que chaque conseiller fera, selon ses facultés, quelques avances de fonds à la caisse communale. Ce contexte militaire entraîne en effet des frais et accroît les troubles. Le 12 avril 1525, la Communauté doit lever 200 hommes de milice, sous la conduite de MM. de Saint Andiol et Jean Féraud, pour prêter main-forte aux procureurs du pays et chasser une multitude de bandouliers italiens ou corses, soldats réformés, qui infestent la contrée.
Les difficultés financières perdurent ; le 28 mars 1533, « Echéant de créer un trésorier noble et les consuls n'en trouvant aucun qui voulût faire les avances des deniers nécessaires, fut délibéré que pour cette année sans conséquence les sieurs consuls éliroient le trésorier bourgeois qu'ils trouveront vouloir faire lesdiles avances... et élurent Gauthier Mathieu. » (Annales d'Arles), et en 1537, la ville doit fournir 2 000 charges de blé froment et 1 000 d'avoine au camp du roi.
En 1536, d'après Guillaume du Bellay, des troubles éclatent dans la cité lorsque des soldats gascons en garnison, mécontents de l'emprisonnement de certains des leurs, mettent le feu à la maison communale sauvée in extremis de l'incendie. Pourtant le Conseil essaye de renflouer les finances de la cité par diverses mesures : adjudications de biens communaux -pâtis et pêcheries- comme en 1525, ce qui déclenche des émeutes, ou ventes d'armes – 350 piques- de l’arsenal comme en 1533.

### 1536-1560: laRenaissancearlésienne

#### Un enrichissement par le terroir et le commerce

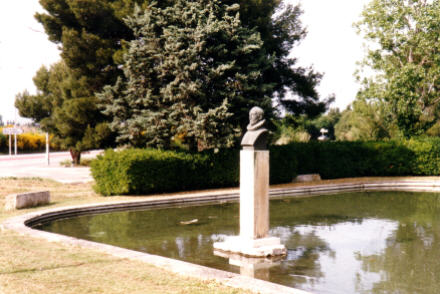
Buste d’Adam de Craponne et bassin de distribution de son canal à Lamanon, Bouches-du-Rhône

La paix revenue, Arles s'efface politiquement devant Aix mais s'enrichit grâce à son vaste terroir progressivement mis en culture. C'est de cette époque que datent les premières tentatives modernes de dessèchement des marais qui entourent la ville. En 1540, la ville d'Arles aurait ainsi négocié à ce sujet avec le comte de Paucallier et près d'un demi-siècle plus tard, Jacques Audier et Philippe Larcher font de nouvelles propositions concernant les marais du Trébon, du Plan du Bourg et Coustières de Crau. Ces propositions restent sans suite sans doute à cause des sommes énormes nécessaires. À la suite des inondations de 1529, 1530 et 1542, les transactions de décembre 1542 et janvier 1543 organisent les grandes associations territoriales arlésiennes. Plus tard, en 1599, le roi Henri IV fera publier un édit accordant au Hollandais Berg-op-Zoom, le privilège exclusif de faire le dessèchement de tous les marais de France.
Des travaux d'irrigation sont également entrepris, dont le plus significatif, le canal de Craponne (du nom de son constructeur Adam de Craponne) creusé dans les années 1550, relie la Durance au Rhône en aval d'Arles. Le vaste terroir arlésien, rendu ainsi fertile, produit des grains de manière excédentaire.
Le blé est alors le moteur principal du commerce portuaire. Dès le début du siècle, la ville, grenier à blé de la Provence, approvisionne de nombreuses villes en blé : Gênes en 1502, Marseille, La Ciotat, Toulon, Saint-Tropez en 1522, San Remo, Nice, La Napoule et à nouveau Saint-Tropez et Marseille en 1526…. Des travaux d’amélioration et d’agrandissement des structures portuaires sont d’ailleurs entrepris cette même année. Cette prospérité, liée à la fois à la production agricole et au trafic maritime, perdure en dépit des troubles et des aléas climatiques, jusqu’à la fin du siècle quand Thomas Platter, de passage à Arles en 1597, note dans son journal :
« … le peuple de cette ville d’Arles est très à son aise, et cela depuis longtemps, car il y a une grosse production de blé dans la région. Les habitants en tirent tant et plus d’argent. Génois d’Italie, Espagnols de Grenade, les uns et les autres viennent à Arles par mer. Ils remportent le grain. ».

#### L'embellissement de la ville

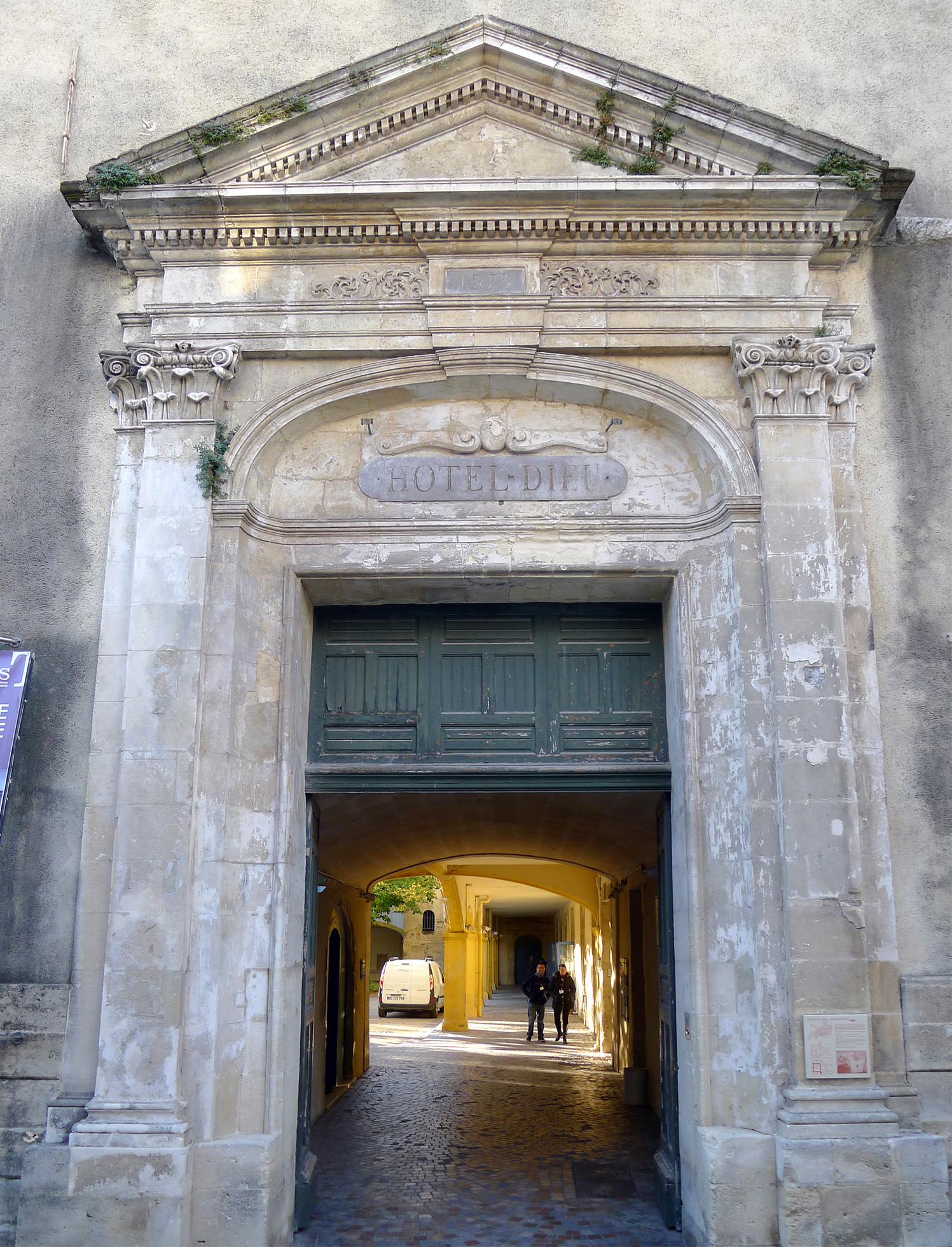
Portail d'entrée du nouvel hôpital, achevé en 1573.

Cette période de prospérité où n'est pas exempte la rudesse des mœurs se traduit par le développement et l'embellissement de la cité. En 1542, tous les hospices et hôpitaux arlésiens sont regroupés en un seul Hôtel-Dieu, l'hôpital dit de la Trinité. De même, de nombreux monuments publics (la Tour de l'Horloge terminée en 1553 et couronnée de la fameuse statue de l'Homme de Bronze coulée en 1555, la porte de la Cavalerie en 1558…) et des hôtels particuliers de style Renaissance (place du Sauvage, rue Jouvène…) sont alors édifiés. Un écrivain arlésien Quiqueran de Beaujeu (1522-1550), évêque de Senez nous a laissé un témoignage de cette époque dans un ouvrage curieux "De laudibus Provinciae" (Éloge de la Provence) dans lequel il décrit la chasse, la pêche et les cultures d'alors. Le voyageur et médecin Félix Platter nous livre également un témoignage sur la Camargue :
on rencontre de grands troupeaux de bœufs et de taureaux qui paissent en liberté ; des hommes, montés sur de petits chevaux agiles les poussent avec de longues perches à trois pointes vers des enclos et avec le concours de curieux on les marque au fer rouge.

#### Une société en transformation
À la veille de la crise de la fin du XVIe siècle, l'enrichissement de la ville notée par Thomas Platter et la vocation de céréalière d'Arles sont de plus en plus affirmés. Les mas devenus de grandes exploitations aux mains d'une minorité, nobles ou bourgeois, emploient massivement une main d'œuvre au statut plus que précaire. Cette prospérité mal partagée accompagnée d'une place accrue des flux financiers et de la montée des prix agricoles annonce des changements de mentalités.

### 1562-1595: Arles à l'époque des guerres de Religion

#### Un contexte dégradé
Ces heures très prospères pour la cité s'achèvent au début des années 1560. En effet, la fin du siècle est marquée par des épidémies de peste dont celle de 1579-1581, des inondations notamment en 1570, 1576, 1580 et 1583 et des hivers rigoureux qui dès 1564-1565 signalent le début du petit âge glaciaire.
Signe de ces bouleversements, en 1587 après une année très pluvieuse, le Rhône abandonne son lit principal dit l'Escale de Labech pour le bras dit de Passon. En dépit des efforts entrepris par les Arlésiens pour le rétablir dans son lit antérieur, le fleuve se trace un nouveau débouché vers la mer, affectant ainsi les activités portuaires et commerciales de la ville.
Les récoltes subissent le contrecoup direct de ces aléas climatiques, principalement à partir des années 1580-1583 où se produit la chute des productions agricoles. Mais cette baisse des récoltes doit aussi beaucoup aux évènements politiques et militaires qui affectent dès 1562, mais surtout à compter de 1576, le territoire arlésien.

#### Les tensions entre catholiques et protestants: l'expulsion des réformés
À ces calamités naturelles se rajoutent en effet les guerres de Religion, qui débutent dès 1561-1562 quand Arles est menacée à ses portes (Saint-Gilles, Beaucaire, Les Baux).
Mais les tensions entre Religionnaires (Réformés) et Papistes (Catholiques), dans la ville d'Arles sont apparues bien plus tôt. Déjà, au deuxième quart du XVIe siècle, l’archevêque Jean Ferrier II s'étant voulu le défenseur du catholicisme orthodoxe face à la Réforme, avait été le principal promoteur des compagnies de pénitents, en particulier des blancs (1532) véritable milice religieuse face au protestantisme envahissant, et avait publié la même année un monitoire contre les Luthériens avant de faire saisir l’année suivante des livres hérétiques. Sa mort en 1550 avait toutefois empêché la tenue d’un concile provincial sur ce sujet. Ensuite, le quasi-abandon du siège archiépiscopal d'Arles par le prélat Jacques du Broullat, venu seulement quelques jours dans son diocèse puis révoqué pour apostasie, avait favorisé la pénétration de la Réforme depuis le Languedoc, notamment dans le territoire arlésien. Et dans la cité, bien que minoritaires (environ 40 familles) et non reconnus en dépit de leur effort de loyalisme vis-à-vis des autorités, les Religionnaires représentent aux yeux de la cité épiscopale un danger intérieur pour la paix communale et une menace extérieure compte tenu de leur puissance dans le Languedoc voisin.
La ville se mobilise dès 1562 et participe aux premières escarmouches contre les réformés. Quatre cents hommes sont enrôlés pour parer aux religionnaires et 1600 écus payés par la ville pour leur solde mensuelle.
La ville doit également contribuer financièrement et envoyer cinquante cavaliers pour le siège de Sisteron occupé par les réformés. Et le 26 septembre de cette même année, l'armée catholique sous la conduite du comte de Sommerive est défaite par les huguenots à Saint-Gilles Le 27, la ville de Saint-Gilles est pillée.
Ainsi, à la veille des guerres de Religion, la ville elle-même, protégée par la vigilance de ses consuls et de son clergé, demeure relativement épargnée et sert même de refuge pour les clarisses chassées de Nîmes.
Cependant dès le début des troubles, les violences catholiques, notamment les massacres de 1562, entraînent de vives tensions, comme le 21 février 1563 quand des altercations entre nobles catholiques et protestants se terminent par des meurtres dans Saint-Trophime, puis l'expulsion des protestants de la cité sous l'archiépiscopat de Prosper de Sainte-Croix (1566-1574) qui, peu présent, confie le vicariat de son diocèse aux évêques nîmois réfugiés à Arles,, Bernard Del Bene puis Raymond Cavalesi.

#### 1588-1590: la guerre civile entre catholiques
Entre 1588 -1595, les tensions reprennent. La ville, après une prudence initiale, bascule vers le parti de la Ligue et la société arlésienne s'entre-déchire dans une véritable guerre civile entre catholiques.
On trouve d'un côté
« des bourgeois suivis de plusieurs gentilshommes et les consuls tenant pour le Roi et le sieur de la Valette, son représentant dans le pays, appelés Bigarrats »,
et de l'autre la Ligue, avec
« le sieur de Biord Pierre, lieutenant principal au siège d’Arles, fortifié des gens d’église, de la justice, du plus grand nombre de la noblesse, bourgeois et peuple ».
Dès 1589, les incidents se multiplient : assassinat le 6 février du juge Varadier, chasse à l'homme en pleine ville d'une personne reconnue favorable à La Valette et pose de placards contre le roi sur les portes de Saint-Trophime. En février 1590, la ville d'Arles essaye de se mettre sous la protection de pape
en attendant que le trône de France soit occupé par un roi catholique. Mais à la suite de l’incident du 1er août 1590, cet équilibre précaire se rompt et les partisans du roi laissent la place aux Ligueurs du duc de Guise représentés dans la ville par la faction de Pierre de Biord. Ce dernier établit son pouvoir en deux temps, initialement en mars 1591 quand il réussit à faire nommer Nicolas La Rivière, conseiller bourgeois, comme premier consul noble, et en septembre de la même année lorsqu'il désigne des nouveaux conseillers tout à fait acquis à sa cause.

#### 1591-1595: Arles sous la Ligue
1591-1593 : les débuts de la Ligue
Arles suit alors les destinées de la Ligue, pourchassant les réformés, surveillant les modérés et n'hésitant pas à contracter des alliances avec les ennemis de la France. Aux exils de 1590 succèdent désormais de nombreuses arrestations et tortures. Les tentatives de conciliation sont sévèrement châtiées et le jeune d'Eyguières est décapité sous l'inculpation d'avoir voulu livrer la ville au duc de Montmorency alors gouverneur du Languedoc au nom d'Henry de Navarre. En effet, entre le 9 septembre et le 11 du même mois Arles est assiégée en vain du côté du Trébon et de Trinquetaille par les troupes du maréchal de Montmorency et du gouverneur de Provence, de La Valette. En se retirant cette armée de 2000 cavaliers et 8000 fantassins emmène tout le bétail et les blés des mas de Camargue.
Le 9 novembre (septembre ?) ou le 19 septembre 1591, appelé par Nicolas de Rivière chef du parti de la Ligue catholique de la ville, le duc de Savoie Charles-Emmanuel arrive à Arles à la tête de 2 000 cavaliers ; un notaire, Pierre Manferel des Baux, témoin de cet évènement, donne quelques détails complémentaires Toutefois le duc retourne à Aix quelques jours plus tard. Mais cette arrivée a créé des tensions dans le rang des Ligueurs et va entraîner la « chute de Pierre de Biord en octobre 1591 et la dissociation du parti ligueur début 1592 ».

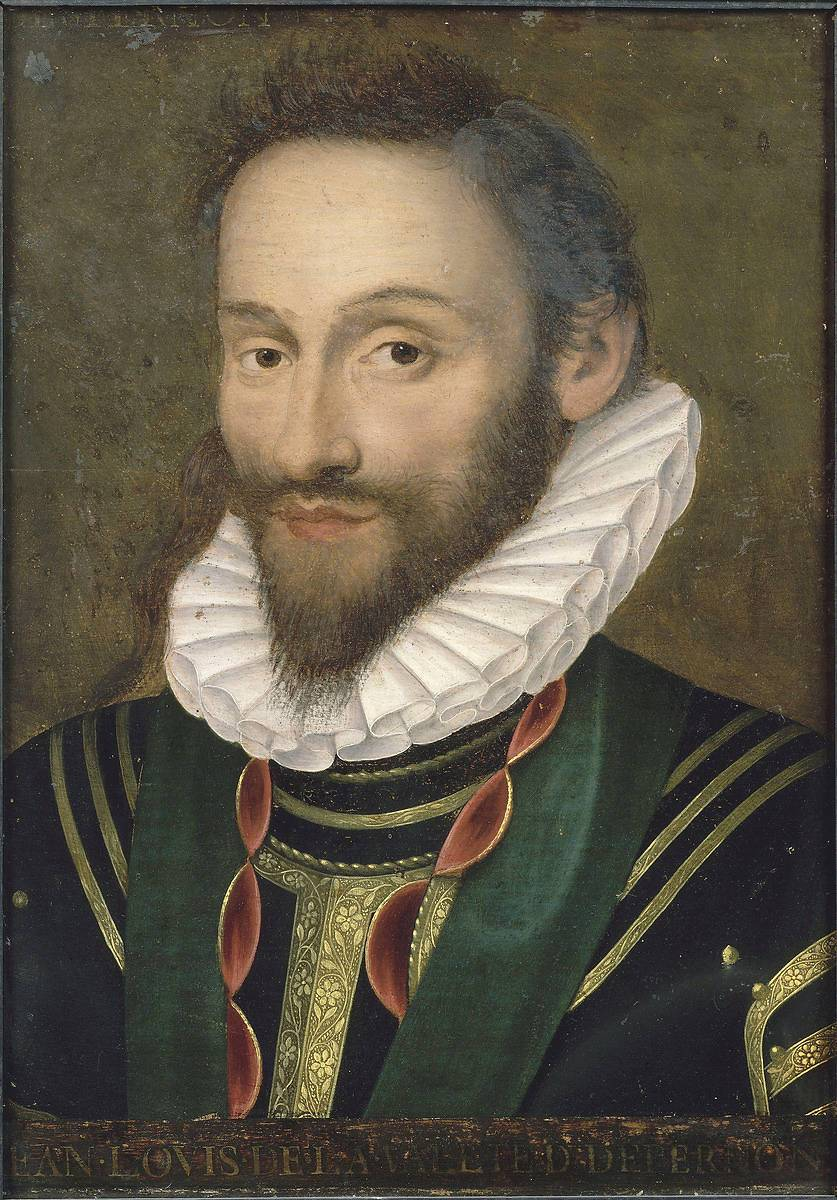
Portrait de Jean Louis de Nogaret, seigneur de La Valette et de Caumont, duc d’Epernon.
Il soutient, après son frère La Valette (tué le 11 février 1592), les prétentions d'Henri IV contre la Ligue.

Le 13 mars 1592, les Arlésiens, redoutant une trahison de Nicolas de Rivière au profit du duc de Savoie pour en faire une place forte de la Ligue, se soulèvent et tuent le premier consul arlésien d'un coup de mousquet à la porte de la Cavalerie. Il est remplacé à la tête de la Ligue par Nicolas La Touche. Le 16 mars, nouvelle tentative conduite par Pierre Biord et le procureur d'Aix, monsieur de Lamanon. Poursuivi par des cavaliers arlésiens, Pierre Biord est rattrapé en Crau et tué. Après ces échecs, le duc de Savoie quitte la Provence.
Sous la direction de la Touche, nouveau chef de la Ligue de la ville, Arles s'oppose à Trinquetaille passée dans le camp d'Henri IV et les tensions s'exacerbent. Ainsi en 1593, si après la prise de Trinquetaille par les troupes de d'Epernon, les gens du faubourg essayent d'affamer les Arlésiens en contrôlant le trafic sur le Rhône, à l'inverse la Ligue après avoir capturé le capitaine Antoine Icard, banni en 1576 pour soupçon de trahison, expose sa tête au palais de la ville. La Ligue arlésienne met la main à la construction du fort de Pâques, construit en 40 jours au moment de Pâques, pour tenir en respect les "religionnaires" qui occupent depuis le 7 avril le château de Trinquetaille et assurer ses communications avec la Camargue.
1593-1594 : la guerre civile entre Ligueurs
Les tensions se manifestent également entre Ligueurs, extrémistes et plus modérés, comme le souligne la tentative d'assassinat des consuls nobles par le consul bourgeois ligueur Aubert, le 24 octobre 1593.
En février 1594, la position des Ligueurs devient plus problématique. Arles reste avec Marseille la dernière grande ville provençale aux mains des catholiques zélés. Les consuls ligueurs arlésiens sont partagés et les finances de la ville exsangues. Profitant du problème de la solde des soldats, les ligueurs les plus extrémistes recrutés pour la plupart dans la nouvelle noblesse, en particulier La Touche et Couque, tentent en vain un coup de force pour renverser les consuls. Après cette journée appelée journée de Saint-Mathias, les ligueurs modérés issus majoritairement de la noblesse ancienne et convaincus du caractère inéluctable de la reconnaissance du roi, restent seuls à la tête de la ville. Les ligueurs factieux sont mis au pas et la plupart de leurs chefs, dont La Touche, exécutés le 12 mars suivant.
1594-1595 : la fin de la Ligue arlésienne
Entre le mois de mai 1594 et le début de l'automne 1595, le calme revient peu à peu dans la ville, dont les capacités financières de plus en plus précaires obèrent, il est vrai, ses moyens militaires. Déjà l'abjuration et surtout le couronnement d'Henri IV, le 27 février 1594 avaient montré le sens de l'histoire aux édiles modérés de la ville. Toutefois, ce n'est que le 15 octobre 1595, que les consuls d'Arles reconnaissent officiellement Henri IV comme roi, mettant ainsi fin aux troubles dans la cité.

#### Épilogue
Ces troubles religieux et politiques, ponctués par la visite royale de Charles IX et de sa mère Catherine de Médicis en automne 1564 qui cautionnent de véritables actes de vandalisme sur le patrimoine arlésien, se terminent ainsi le 15 octobre 1595.
En reconnaissance de cette soumission, le roi Henri concède en 1596 à la ville d'Arles quatre marais salants en Camargue.
Et le 15 septembre 1596, en exécution du vœu solennel fait en 1593 par les principaux habitants de la ville d'Arles pour obtenir des saintes Maries la paix religieuse et la cessation de la guerre civile, une délégation municipale, à laquelle s'adjoignent le Chapitre métropolitain et la confrérie des Pénitents bleus, se rend en procession avec plusieurs milliers d'Arlésiens aux Saintes-Maries-de-la-Mer.
Mais après toutes ces épreuves la situation financière d'Arles est catastrophique : fortement endettée la cité doit dès lors se résoudre à vendre une partie des biens communaux.

## XVIIesiècle
Au début du XVIIe siècle, la ville est toujours dans son enceinte qui est restaurée en raison des conflits de religion latents en Provence et Languedoc. Une extension importante des remparts est même envisagée, mais le projet est stoppé en 1608 par Henri IV qui visite la ville en 1609.

### Une croissance économique portée par le terroir

#### Le rachat des biens communaux par une minorité
À la suite des dettes contractées et accumulées pendant les Guerres de Religion qui obligent la ville à vendre une partie de son immense territoire, on voit apparaître en Camargue de vastes domaines fonciers qui participent à la reconquête agricole de ce terroir déserté depuis des décennies. Certains se dotent de luxueuses demeures tel, à quelques kilomètres au sud d'Arles, le Château de L'Armellière bâti dès 1606 pour le gentilhomme arlésien Pierre de Sabatier qui avait servi sous Henri IV.
Le XVIIe siècle est l'âge d'or de l'anoblissement des familles arlésiennes. Certaines, comme les Mandon ou les Icard sont récompensées de leur soutien à la royauté pendant les guerres de religion ; d'autres, par exemple les Perrin d'origine suisse, accèdent au deuxième ordre à la suite de leur ascension sociale municipale (charge de consul bourgeois) ou grâce à l'achat de charges juridiques. Le début du siècle est pour la noblesse arlésienne et pour les hommes nouveaux apparus à la fin de la Ligue et désormais ralliés au roi Henri IV, avec la vente des biens communaux, une opportunité de s'enrichir.

#### L'apogée agricole arlésien sous l'Ancien régime
Après 1625, des conditions climatiques favorables et un Rhône clément permettent en effet un accroissement de la production et une rentabilité exceptionnelle des terres cultivées ; ces conditions relancent l'idée de l'assèchement des marais, jugés terres improductives et pathogènes. Une convention est ainsi passée le 16 juillet 1642, entre les consuls, une association et Jean Van Ens, ingénieur hollandais, pour le dessèchement des terres marécageuses. Malheureusement, une conception insuffisante, des conflits locaux et une recrudescence des crues entraînant des coûts d'entretien trop importants vont ruiner le succès initial de l'entreprise. En dépit de cet échec, les années 1640 et 1650 enregistrent des records de production agricole. Cette croissance remarquable avec parfois un doublement des récoltes, entraîne logiquement une forte augmentation du prix des terres et des arrentements, le maximum se produisant d'après Trophime de Mandon, un grand propriétaire arlésien, vers l'année 1654. Cette prospérité se retrouve également dans le secteur de l'élevage si on en croit les revenus des herbages qui croissent régulièrement entre 1610 et 1658.
Toutefois dès la fin des années 1650, cette prospérité agricole s'érode, affectée par diverses calamités : inondations du Rhône et de la mer, froids intenses et pertes de troupeaux, sécheresses et invasions de sauterelles.

#### Les autres activités: le déclin portuaire
Autre pilier de l'économie arlésienne, l'activité portuaire évolue entre la fin du XVIe siècle et le milieu du suivant; la marine arlésienne adapte sa flotte fluviale dont le navire caractéristique devient l’allège; ce bâtiment prévu, comme son nom l’indique, pour alléger les navires plus lourds qui ne peuvent pénétrer dans le Rhône, permet de traiter les ruptures de charge entre le port de Marseille et le sillon rhodanien. Si les activités maritimes prospèrent encore au début du siècle, le port d'Arles et son rôle économique souffrent en effet de plus en plus du problème des embouchures dont la migration entre la fin du XVIe siècle et celle du XVIIe complique l'accès à la mer. Le rôle du port d'Arles est d'autant plus affecté que la fin du XVIIe siècle est caractérisée par une reprise de l'hydrologie fluviale, et par des hivers rigoureux marqués par les glaces.

### Une déchéance politique contrebalancée par un renouveau pastoral

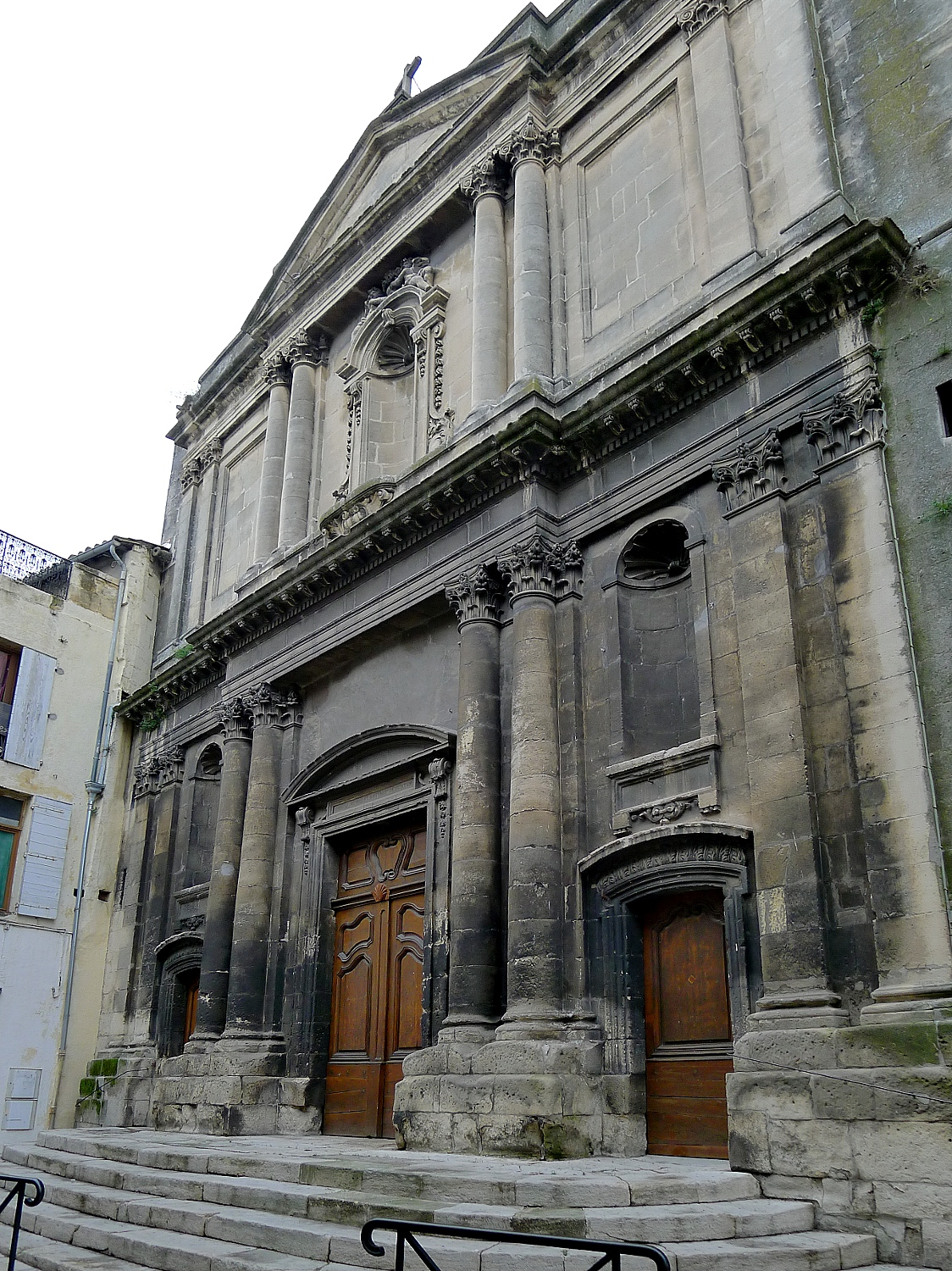
Façade de l'église Saint-Julien

Sur le plan politique, déchue de toute ambition au profit d'Aix depuis son rattachement au royaume de France, Arles ne brille plus que par l'éclat de son archevêché. L'élan pastoral impulsé par le concile de Trente est relayé dans la cité par des archevêques actifs. Il en résulte une multiplication de congrégations religieuses, avec notamment l'installation en 1626 des Jésuites dans le quartier de l'Hauture, et la poussée démographique incite à une rénovation des paroisses. Au niveau du tissu urbain, de nouvelles églises sont bâties telle l'église Sainte-Anne en 1621 ou reconstruites comme l'église Saint-Julien en 1648 dont la première pierre est posée par l'archevêque d'Arles, François Adhémar de Monteil de Grignan. Des modifications notables sont apportées aux établissements religieux édifiés récemment dans le cadre de la Contre-Réforme tout autour de la ville (Capucins, Carmes) et en Camargue, une reconquête évangélique des masses paysannes est entreprise accompagnée par la création de nouvelles paroisses en liaison avec cet essor agricole; ainsi en 1637, l'archevêque d'Arles Jean Jaubert de Barrault passe une commande pour la construction de six églises dans le delta.
Toutefois pendant la minorité du roi Louis XIV, la ville est secouée par de brefs évènements politiques à la suite de la création en 1647 par Mazarin d'un nouveau corps de magistrats appelés les Semestres. Le Parlement d'Aix ainsi dédoublé, va entraîner des troubles, appelés Fronde provençale dans toute la province. Arles s'oppose alors à Tarascon et chaque parti essaye de s'imposer. L'archevêque d'Arles, Mgr de Grignan intervient pour ramener le calme dans la cité en 1652.
À côté des troubles liés à la Fronde, apparait à partir de 1640, au sein même du groupe nobiliaire, un vieux conflit remontant aux guerres de religion entre une noblesse ancienne et une noblesse plus récente et nombreuse dont les membres souhaitent accéder au consulat. Le conflit est tranché par le conseil du roi en 1656 puis par le roi  Louis XIV en 1660  et cette décision se traduit par le déclin des pouvoirs municipaux. Le livre de raison d’Honoré de Quiqueran de Beaujeu, ouvrage d'un personnage appartenant à l'ancienne noblesse, décrit cette période de troubles de la noblesse arlésienne.

### Une ville qui s'inspire de la Cour et s'embellit

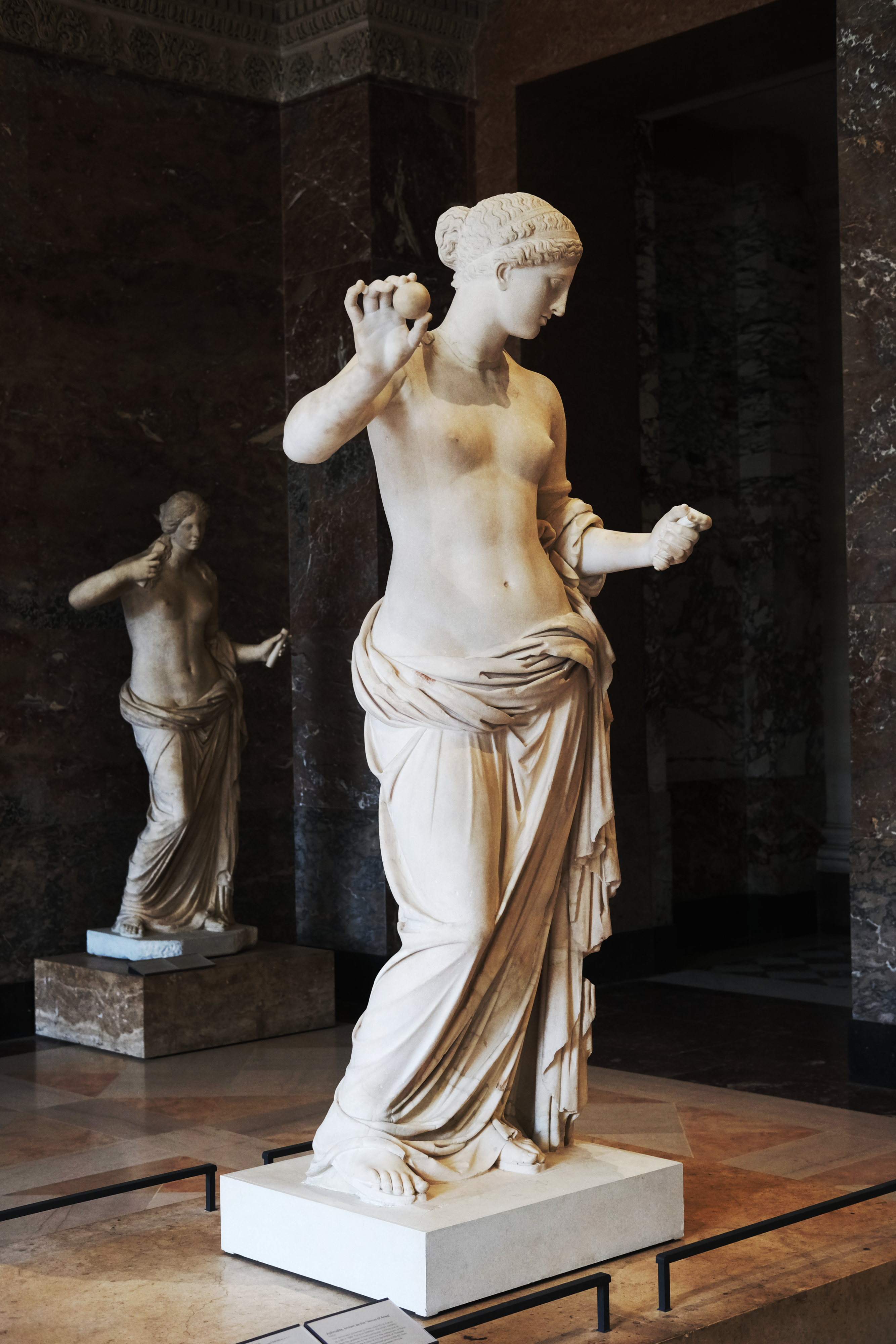
La Vénus d'Arles découverte en 1651 (musée du Louvre).

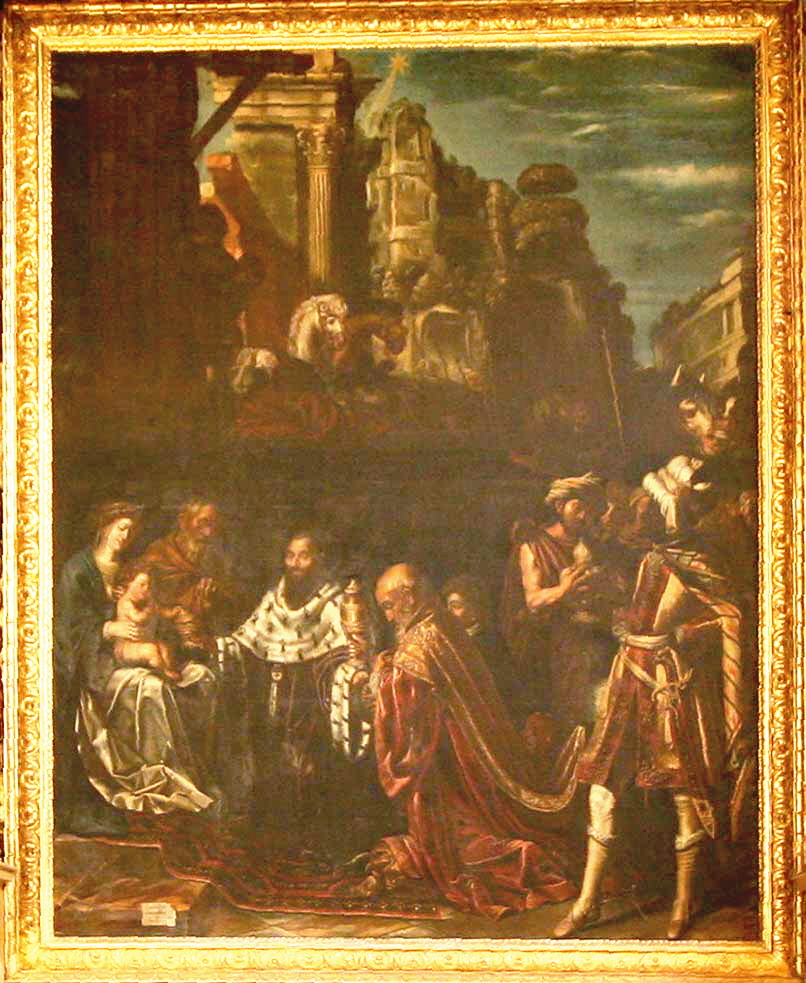
Louis Finson -Adoration des rois mages - 1614, Arles, Saint-Trophime.

En dépit des aléas climatiques et politiques, le XVIIe siècle arlésien est lié à la prospérité agricole. En retour à cet enrichissement des classes nobles et bourgeoises, les arts se développent et la ville se pare d’un grand nombre d’hôtels particuliers.
La vie artistique et intellectuelle s'inspire de la Cour à la suite du passage du roi Louis XIII en octobre 1622, puis plus tard en janvier 1660 de celui du roi Soleil. Ce renouveau s'inscrivant dans une tradition artistique qui dès le début du XVIIe siècle attirait des peintres étrangers tels que le Louis Finson dit Ludovicus Finsonius, un des premiers propagateurs du caravagisme, favorise alors des artistes locaux comme le peintre baroque Trophime Bigot.
Le 11 octobre 1647 est inaugurée, en présence des consuls, la première imprimerie arlésienne ; elle appartient à François Mesnier qui vient de s'établir dans la cité. L'intérêt des belles-lettres françaises auprès de la noblesse arlésienne suscite un peu plus tard, en 1666, la création de la première académie royale de province à l’imitation de l'Académie française.
En vain, les consuls essayent d'attirer sur la ville l'attention du roi, d'abord en érigeant sur la place royale un obélisque qui ornait autrefois le cirque romain (1676), puis en lui "offrant" la statue dite Vénus d'Arles (1683), découverte au théâtre antique en 1651.

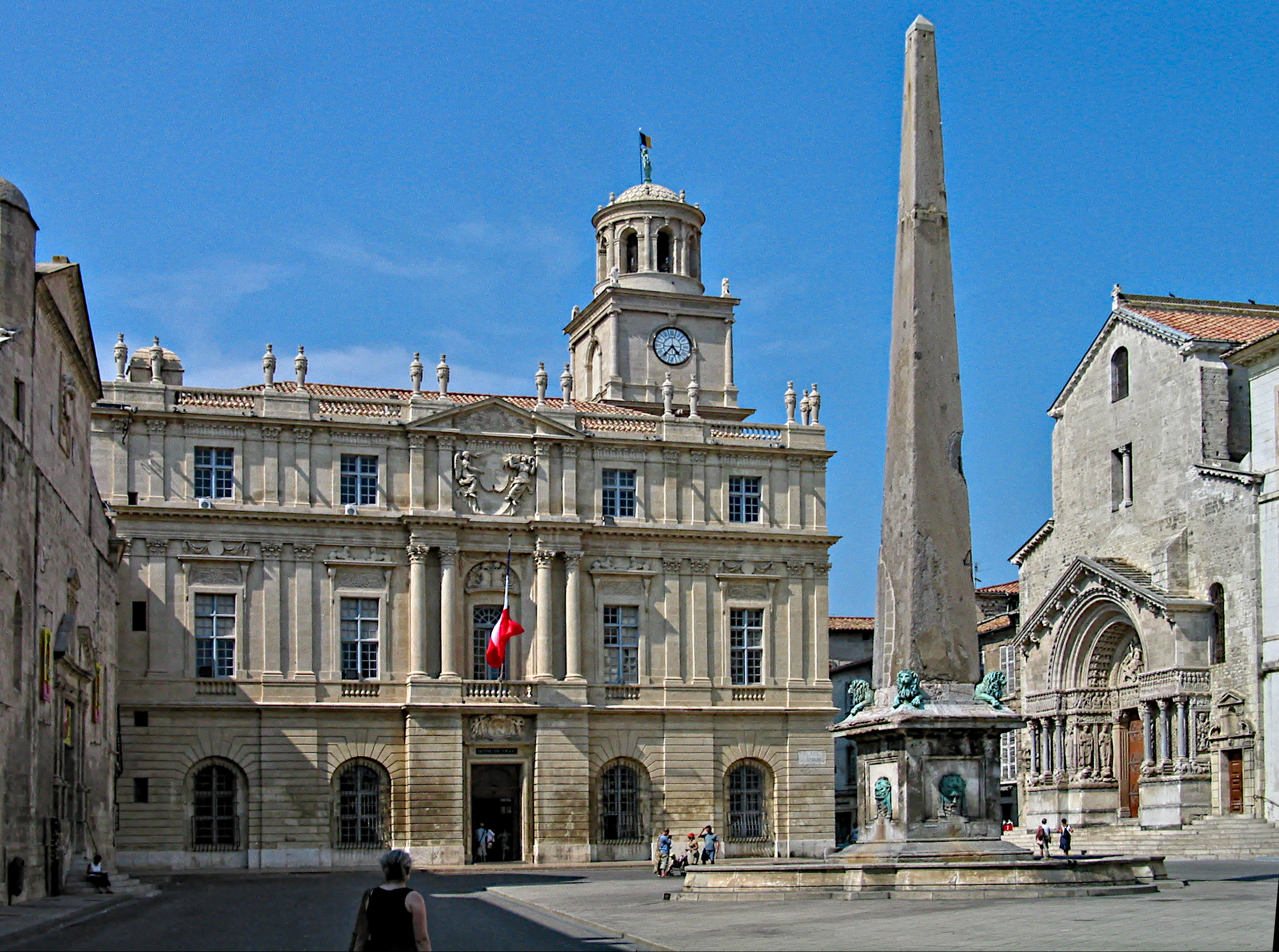
Arles, la place de la République avec l'hôtel de ville (1675) et l'obélisque du cirque romain (1676)

L’architecture communale s’ouvre aux idées nouvelles d’Italie mais la cité reste la même : les riches propriétaires s’agrandissent et construisent de somptueuses demeures héritées de l’art de la Renaissance. Dans ce renouveau architectural émerge le nouvel hôtel de ville conçu par l’architecte arlésien Jacques Peytret aidé de Jules Hardouin-Mansart en hommage au Roi Soleil, en l’honneur duquel on érige face au nouveau monument l’obélisque. L'édifice est achevé en 1675. À compter de 1679, une politique d’alignement est entreprise par les consuls. Ceux-ci « délibèrent un alignement général des rues pour les rendre plus agréables et plus commode ». Cette politique d’alignement qui se poursuit jusqu’à la Révolution, modifie considérablement l’aspect du centre-ville.

## XVIIIesiècle: la fin de l'Ancien Régime

### 1700-1725: les crises du début du siècle

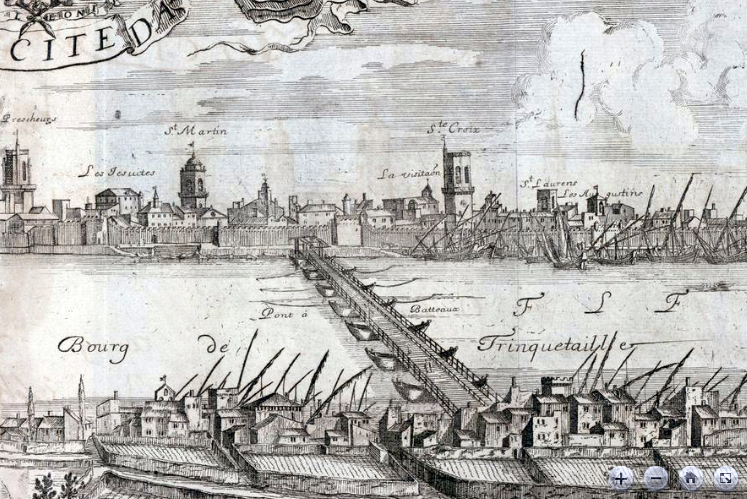
Les remparts d'Arles, côté Rhône, en 1660.

Au tournant du siècle, Arles va renouer avec un épisode de tensions et de catastrophes. En 1706, puis en 1707 la ville entreprend la réfection des remparts (Porte du Marché-neuf et façade du Rhône) sous la direction de M. de Saxy gouverneur du Mont-Royal, contre une invasion possible des troupes du duc de Savoie. Dans la foulée l‘hiver 1709, avec de grands froids entre le 7 janvier et le 4 février, ruine les récoltes et gèle les oliviers. Avec la décennie suivante apparaissent des inondations fréquentes, les sauterelles qui mangent les blés et des disettes, puis en décembre 1720, c'est la grande peste venue de Marseille qui provoque un désastre démographique. La peste à Arles emporte environ 10 000 habitants sur 23 000, soit plus de 40 % des arlésiens.

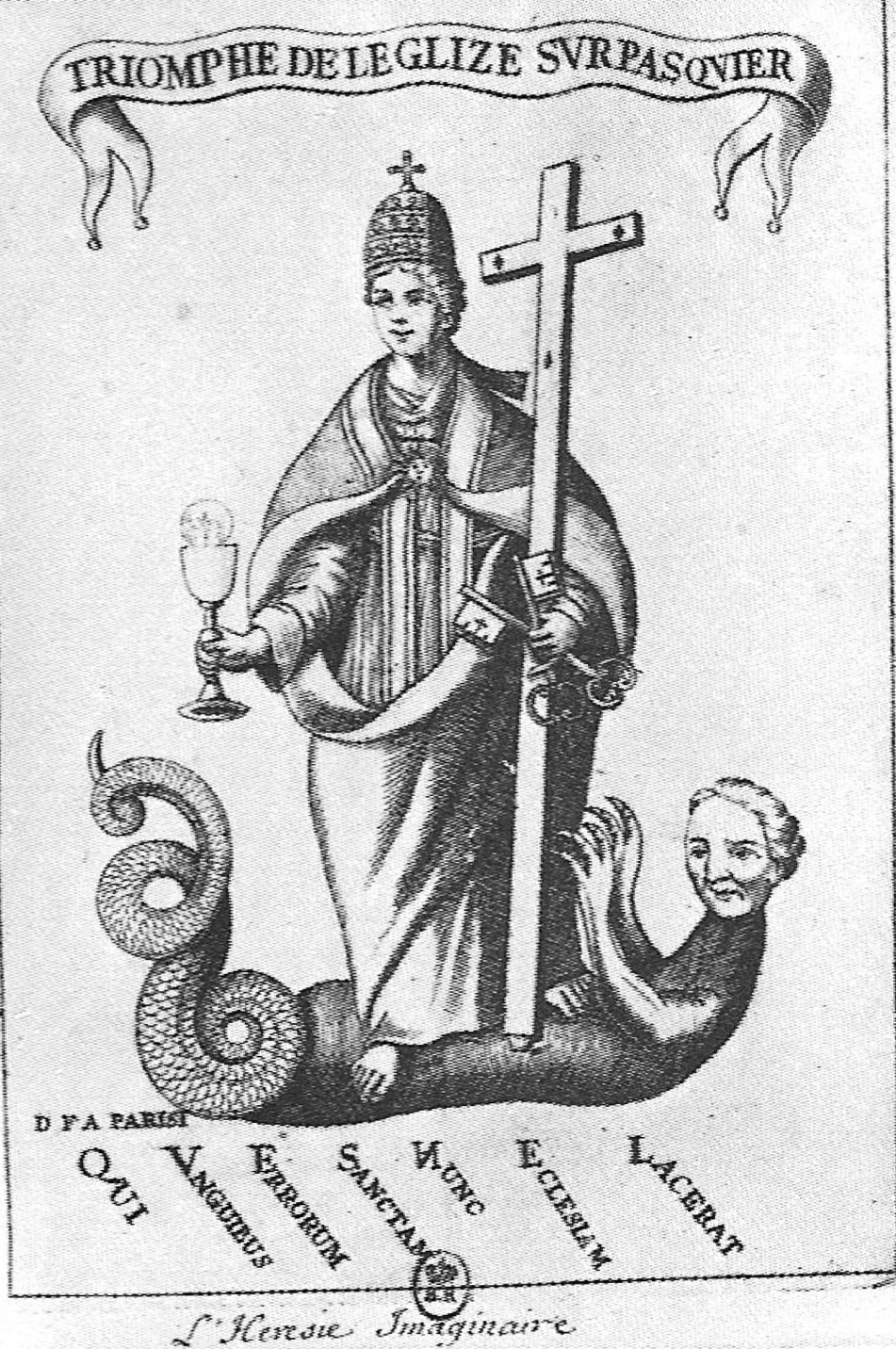
Gravure anti-janséniste fustigeant Pasquier Quesnel, anonyme, XVIIIe siècle.

Au début du siècle, éclate également une autre crise dans la cité : celle du jansénisme. Jacques II de Forbin-Janson, l’archevêque d’Arles depuis 1711, est un représentant de l’orthodoxie ultramontaine et combat vigoureusement le jansénisme. Dans le diocèse, son intransigeance et sa véhémence l'opposent à certaines congrégations religieuses comme les Oratoriens ou les Mauristes de Montmajour. Dès la publication de la bulle Unigenitus, publiée ubi et orbi le 8 septembre 1713, le prélat arlésien demande à son clergé une soumission totale à cette bulle et profite même de la peste pour appeler la vengeance du tout puissant sur tous ceux, clercs ou laïcs, qui ont le tort de ne pas s'y conformer. Or, le gouvernement, alors en délicatesse avec le Souverain Pontife, goûte peu ces sentiments ultramontains. Le mandement archiépiscopal est dénoncé et un arrêt du Conseil d’État, en date du 31 décembre 1720, prononce sa suppression. L’archevêque n’insiste pas davantage et a le bon sens de comprendre que le moment est mal choisi pour entamer une polémique.
Après les ravages de la peste, Arles connait un regain extraordinaire de ferveur religieuse, caractérisé par la multiplication des processions. La Vierge et les nombreux saint honorés de la cité continuent à être l'objet d'une dévotion traditionnelle, tandis que se développe le culte du Sacré-Cœur, considéré par l'Église comme antidote au rationalisme des Lumières.

### 1725-1750: une période de prospérité et de relâchement religieux

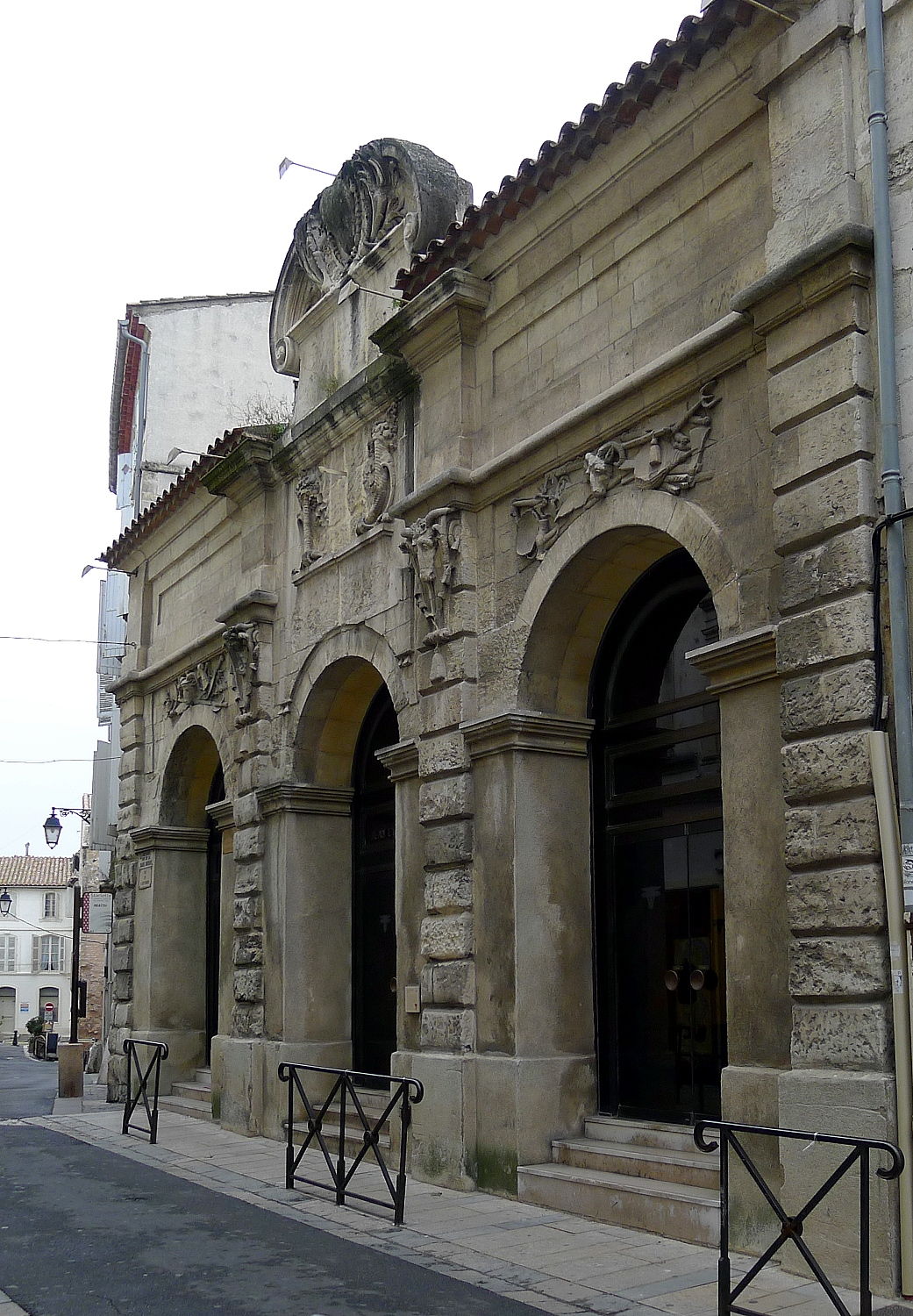
Façade actuelle de la Grande boucherie

Au milieu des années 1720, l'agriculture bénéficie de conditions plus clémentes et la ville continue son embellissement architectural commencé au siècle précédent. La noblesse fait un accueil favorable aux modèles parisiens. Les hôtels de grandes familles arlésiennes sont alors construits : hôtel Quiqueran de Beaujeu, hôtel du Roure puis celui, vaste et austère, de la famille de Lagoy, des Antonelle dans le quartier de la Roquette, ou encore celui de Barrème de Manville. De son côté, la construction publique produit des bâtiments tels que la Grande Boucherie (1724), la Grande Poissonnerie (1728) ou la maison consulaire (1731) sur la place du Forum.
Cette richesse, s'accompagne de quelques crises de subsistance comme celle de 1752. L’archevêque de Jumillac intervient pour apaiser l'émeute qui éclate le 2 janvier à la suite d'une pénurie de blé générée par la spéculation. Il ordonne de faire des distributions de pain au peuple. Toutefois, les meneurs sont sévèrement châtiés ; l’un est pendu, huit condamnés aux galères à vie et d’autres à dix et cinq ans
À partir des années 1730, s'affirme une montée de scepticisme et d'irreligion dans la société arlésienne. Le détachement à l'égard des pratiques religieuses se précise : manque d'assiduité des fidèles, retards des déclarations de baptême ou absentéisme aux processions. Le relâchement de la morale n'épargne pas non plus les pénitents qui connaissent une crise de recrutement, à l'instar de celle du clergé régulier. Parallèlement se développe une rivalité entre le clergé paroissial et les réguliers, notamment au sujet des obsèques. Le départ des Jésuites en 1764, entraîne de graves conséquences pour l'Église d'Arles sur le plan de la formation des clercs et de l'instruction des fidèles. Ce départ prive également les paroisses de Camargue de leurs missions.

### 1750-1788: un développement industriel, commercial et urbain
Dans les dernières années de l'Ancien Régime, la ville se tourne timidement vers l'industrie. Vers 1750, les fermiers généraux des tabacs créent une de leurs manufactures dans le quartier de la Roquette qui prospère jusqu'à la Révolution. De même des établissements apparaissent autour des murailles et à Trinquetaille où une verrerie est créée. Le port d'Arles assure également la richesse de la ville avec un trafic important : en 1788, le bois, les pierres, le charbon et les fourrages forment, avec le blé, les principales marchandises figurant dans les chargements des bateaux arlésiens. La ville s'étend et des travaux communaux significatifs, pour la première fois depuis le début du XIVe siècle, sont réalisés à l'extérieur de l'enceinte médiévale. En 1775, la ville entreprend le comblement des fossés de la Lice, devant les murailles sud, puis en 1777, démolit au nord le corps de garde de la porte de la Cavalerie et en 1781, à la suite d'un arrêté royal, les cimetières urbains sont transférés à l'extérieur de la cité.
Des esprits curieux s'intéressent également aux nouvelles techniques, comme M. de Laincel fils qui le 15 avril 1784 voulant gratifier la population d'un nouveau spectacle, lance la première montgolfière dans le ciel arlésien. Elle tombe à trois ou quatre lieues de la ville. Enfin les autorités civiles, et religieuses sous l’impulsion de l’archevêque Jean Marie du Lau, s’impliquent dans des actions sociales notamment dans la formation des sages-femmes. Le 10 mars 1783, la communauté ouvre ainsi un cours public d'obstétrique sous la direction du docteur H.G. Paris dans la grande salle de l'hôtel de ville.
Toutefois, la société arlésienne est soumise dans les années 1770 - 1780 à des tensions croissantes. En 1776, le 23 janvier, un édit royal bannit les juifs de la Provence et fait défense aux habitants de leur louer des logements, sous peine d'amende. La population rurale se radicalise également comme le montrent différentes émeutes dont celle des moissonneurs sur la place des Hommes (place du Forum actuelle) qui se produit le 14 juin 1778 pour gages insuffisants.

## Chronologie

### XVIesiècle
- 1503

Les Arlésiens envoient une délégation au parlement de Provence pour la préservation de leurs privilèges.
Juin
Le 4 juin 1503, nomination du notaire André Béguin à l'emploi de secrétaire du Conseil de la Communauté. C'est lui qui le premier rédigea en langue française les délibérations qui, jusque-là, étaient écrites en provençal. Béguin succédait en cette charge au notaire Gilles Candeleri, tué d'un coup d'épée, quelques jours auparavant (le 27 mai), par son collègue Mathieu Bompar.
Septembre
Le 6 septembre - Conseils : défense aux conseillers de l'hôtel de ville de révéler le secret des délibérations, sous peine d'exclusion.
- 1507

Janvier
« L'hyver de 1507 fut des plus rigoureux, il périt un grand nombre d'hommes et de bestiaux, le Rhône se gela à une profondeur des plus considérables, le port de Marseille se couvrit de glaces dans toute son étendue et on y passoit dessus ».
Le port de Marseille gela dans toute son étendue. Le jour de l'Epiphanie, il tomba 3 pieds [environ 1 mètre] de neige dans la ville de Marseille. Les arbres fruitiers périrent [cite Papon].
- 1508

Décembre
Le 14 décembre 1508, "abornement" des territoires d'Arles et de Notre-Dame-de-la-Mer (notaire Jean Daugières).
- 1511

Novembre
En novembre inondation du Rhône ; la chaussée de la Corrège rompit sur 39 m.
- 1512

Juin
Le 28 juin 1512, sur des menaces de guerre, on fait le dénombrement des hommes en état de porter les armes pour la défense de la ville, et on en trouve 2200.
Juillet
Le 2 juillet 1512, fondation de la Confrérie de Saint-Georges, dans l'église de ce nom, par les gardiens de taureaux (acte notaire J. Gavigneri, f°151) ; création de la Confrérie de Saint-Georges, probablement pour défendre ses membres, des gardians, contre un enrôlement abusif dans l'armée.

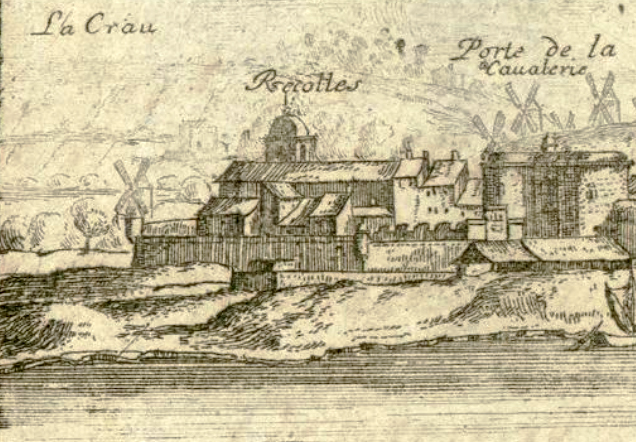
Le couvent des Recollets, situé au nord de la ville à proximité de la porte de la Cavalerie, en 1660.

- 1515

Les Pères de l'Observance, venus de Trinquetaille, s'installent à l’extrémité de la rue de l'Observance (actuelle rue d'Alembert). La rue prend ensuite le nom de rue des Récollets (qu'elle conservera jusqu'en 1901) lorsque les Observantins sont remplacés par les Récollets.
Les Arlésiens envoient une ambassade au roi François Ier qui vient de monter sur le trône pour renouveler leur serment de fidélité.
Décembre
La reine mère Louise de Savoie et l'épouse du roi, Claude de France passent à Arles.
Le 26 décembre 1515, pèlerinage à Saint-Antoine de la reine de France Claude ; elle reste dans la cité du jeudi au samedi matin et se fait présenter les bras des Maries de Notre-Dame-de-la-mer ; elle se rend ensuite à Salon-de-Provence.
- 1516

Janvier
Le 31 janvier 1516, le roi François Ier visite la ville d'Arles, où il est accueilli magnifiquement.
Février
En février, François Ier, accompagné de sa mère et de son épouse, passe à Arles lors de son retour d'Italie, après sa victoire de Marignan, et visite les monuments romains.
- 1517

Août
Le 13 août, le Conseil de ville décide de contribuer pour 300 écus sol à la construction du chœur de l'église Saint-Trophime.
- 1521

Le village des Saintes-Maries-de-la-Mer demande de l'aide à Arles pour se protéger des navires turcs ; la ville lui prête alors de l'artillerie.
Construction de la chapelle Saint-Accurse aux Alyscamps aux dépens d'Antoine Quiqueran de Beaujeu en expiation de la mort d'Accurse de la Tour qu'il avait tué en duel.
- 1522

Décembre
Inondations du Rhône - le 16 décembre la digue Baussenque cède.
Le 16 décembre 1522, débordement du Rhône; la Camargue est entièrement submergée.
- 1523

Juin
Le 1er juin 1523, la peste fait de terribles ravages dans Arles (protocole du notaire Pierre Fabri).
- 1524-1537

Période de reconstruction des fortifications pendant la guerre contre les impériaux.
- 1524

Les réparations des murailles accentue la détresse financière de la ville.
Juin
Le 21 juin 1524, le Conseil, vu les grands besoins de la ville, pour l'entretien de la garnison, la réparation des remparts et les mesures à prendre contre la peste, délibère que chaque conseiller fera, selon ses facultés, quelques avances de fonds à la caisse communale.
- 1525

La ville doit lever des hommes pour chasser les bandes corses et italiennes licenciées de l'armée royale après les campagnes d'Italie.
Avril
Le 12 avril 1525. — Conseils. Gens de guerre à loger. La Communauté leva 200 hommes de milice, sous la conduite de MM. de Saint Andiol et Jean Féraud, pour prêter main-forte aux Procureurs du pays et chasser une multitude de bandouliers italiens ou corses, soldats réformés, qui infestent la contrée.
Juillet
Le 23 juillet 1525, les consuls voulant, en vertu de délibérations antérieures, donner à bail par voie d'adjudication certains pâtis et pêcheries de la communauté, les pêcheurs s'ameutèrent et vinrent en grand nombre proférer des menaces contre ces magistrats. L'un des émeutiers, Thomas Alfant dit Gaillankt, armé d'un couteau, se jeta sur M. de Beynes, premier consul, et l'aurait peut-être massacré, sans l'intervention des autres consuls qui arrêtèrent son bras et le désarmèrent. La rébellion fut réprimée, et les eaux et pêcheries du Coronel, ainsi que les pâturages de l'isle du Merdoel, furent « mis en vente pour cinq ans ».
- 1526

Vers 1526, la cité craint l'arrivée de Sinan le Juif, un des lieutenants du corsaire Barberousse.
Février
Le 7 février, conseils : mesures de précaution contre la peste.
- 1527

Avril
Le 28 avril, délibération du conseil interdisant la rentrée en ville à ceux qui iront au Pardon de Montmajour, « à cause de la peste qui règne encore à Tarascon, Aix et Marseille. ».
Juin
Le 13 juin 1527, sur l'avis que des voiles barbaresques se sont montrées dans nos parages, le conseil décide de renforcer de « huit bons hommes » et d'une pièce de canon la garnison de la tour du Balouard.
- 1529 :

Mort accidentelle à Arles de François de Guise, lieutenant général de Provence.
Mars
Le 29 mars, le conseil municipal décide la création d'une course de chevaux, toutes les années, au terroir de Gimeaux (Camargue). C'est l'origine de la course annuelle aux plaines de Meyran.
Mai
Fin mai, début juin : inondation du Rhône.
Novembre
Les 11 novembre 1529, 1544, 1790, « Rhônes de Saint-Martin ». Mémorables inondations.
- 1530

À partir de 1530, l'écrit en français est définitivement adopté dans les registres des délibérations des conseils de la ville.
Octobre
Inondation généralisée du Rhône le 8 octobre.
- 1532

L'archevêque d'Arles Jean Ferrier II décide d'interdire les prédications des luthériens dans leurs églises.
Avril
Le 5 avril, le conseil municipal décide la réunion de tous les hôpitaux de la ville à l'Hôtel-Dieu Saint-Esprit.
- 1533

Mars
Le 28 mars 1533, « Echéant de créer un trésorier noble et les consuls n'en trouvant aucun qui voulût faire les avances des deniers nécessaires, fut délibéré que pour cette année sans conséquence les sieurs consuls éliroient le trésorier bourgeois qu'ils trouveront vouloir faire lesdiles avances... et élurent Gauthier Mathieu. » (Annales d'Arles).
À partir de 1533, un trésorier communal, choisi chez les bourgeois, est désigné par les consuls.
Avril
Le 27 avril 1533 — Conseils : « Attendu la grande nécessité et la pauvreté de la maison commune, le Conseil autorise la vente de 350 piques déposées à l'arsenal, pour faire de l'argent. ».
Septembre
Le 12 septembre, le roi François Ier et la reine visitent la ville d'Arles.
François Ier revient dans la cité avec la reine et le Dauphin.
- 1535

Septembre
Proclamation de l'Édit de Joinville qui divise la Provence en cinq sénéchaussées : Aix-en-Provence, Arles, Draguignan, Digne et Forcalquier ; celles de Marseille, Hyères, Grasse et Brignoles ne le seront que plus tard.
- 1536

D'après Guillaume du Bellay, des soldats gascons en garnison, mécontents de l'emprisonnement de certains des leurs, mettent le feu à la maison communale sauvée in extremis de l'incendie.
Mai
Le 26 mai 1536, dans l'appréhension d'une attaque par l'armée impériale, le conseil nomme une commission pour inspecter les remparts.
Août
Le 9 août 1536, l'empereur Charles-Quint se fait sacrer roi d'Arles, dans l'église Saint-Sauveur, à Aix, par l'évêque de Nice ; il nomme le duc d'Albe vicomte d'Arles. Son avant-garde s'étant avancée, quelques jours après, jusque sous les murs de notre ville, est reçue à coups de canon et s'empresse de battre en retraite (17 août).
Le 20 août 1536, les Arlésiens arrêtent la seconde invasion de la Provence conduite par Charles Quint.
- 1537

La réfection de la tour des Mourges est entreprise.
La ville doit fournir 2000 charges de blé froment et 1000 d'avoine au camp du roi.
Décembre
Le 16 décembre, le roi François Ier arrive à Arles avec le Dauphin.
- 1539

Octobre
Le 13 octobre 1539, fondation de la confrérie des Cardeurs, sous le titre de Saint-Claude, dans l'église Saint-Antoine-le-Vieux (notaire Honorât Candeleri).
- 1540

La ville d'Arles négocie le dessèchement des marais qui entourent la ville avec le comte de Paucallier.
Accélération de la hausse des prix.
- 1542

Création de la généralité de Provence, aussi appelée généralité d'Aix.
Regroupement de tous les hôpitaux en un seul Hôtel-Dieu, l'hôpital dit de la Trinité; il fut complété en 1573, puis en 1678.
Juillet
Le 12 juillet 1542, la commune d'Arles achète des frères Saunier la partie supérieure d'une tour quadrangulaire sise au coin du Plan de la Cour, dans l'intention d'y installer l'horloge de la ville et le beffroi.
- 1542-1543

Transactions de décembre 1542 et janvier 1543 organisant les grandes associations territoriales arlésiennes.
- 1543

La ville doit fournir à Marseille, par ordre du roi, une première fois 2000 setiers de blé puis une seconde 2400, pour le ravitaillement de la flotte de Barberousse.
- 1544

Novembre
Les 11 novembre 1529, 1544, 1790, « Rhônes de Saint-Martin ». Mémorables inondations.
- 1545

Assassinat de Gaucher de Quiqueran, baron de Baujeu, par les frères de Laval de Castellane pour une question de préséance au conseil de la ville.
- 1549

Les Pénitents bleus quittent l'Observance et vont s'installer dans l'église de Précheurs.
- 1550

Creusement du canal de Craponne (du nom de son constructeur Adam de Craponne) reliant la Durance au Rhône en aval d'Arles.
- 1551

Le pape Jules II érige le prieuré de Notre-Dame-de-la-Major en chapitre collégial.
- 1552

La ville d'Arles immerge trois vieux navires chargés de pierres à l'embouchure du Rhône pour se protéger des galères impériales remontant le fleuve.
Pierre et Joachim de La Mer condamnés à Arles pour hérésie, se réfugient à Genève.
- 1553

Construction du beffroi, appelé aujourd'hui tour de l'horloge, couronné en 1555 par une statue de Mars dite l'Homme de Bronze coulée par Laurent Vincent d'Avignon.
- 1554-1556

À la suite de troubles publics induits par les prédications des réformés, le gouverneur de Provence menace d'envoyer une compagnie pour assurer la sécurité publique.
- 1555

Un édit d'Henri II crée un poste de lieutenant de l'amirauté de Provence à Arles.
Octobre
En octobre, le franciscain Pierre de Bisqueriis évêque in paribus de Nicopolis, administrateur du diocèse muni des pleins pouvoirs visite les paroisses d'Arles.
- 1556-1557

Décembre
Hiver très rude dans le Sud de la France. Le Rhône gèle près d’Arles (4 décembre).
- 1560-1580

Période de reconstruction des fortifications pendant les guerres de Religion.
- 1560

Les consuls introduisent une requête devant le parlement de Provence contre les manquements et négligences de l'archevêque Jacques du Broullat et le chapitre cathédral.
L'archevêque d'Arles, Jacques du Broullat (1550-1560), est déposé pour apostat.
Abolition (ordonnance d'Orléans, article 101) d'un usage en vigueur au XVe siècle qui laissait à la municipalité d'Arles le soin de fournir et entretenir les "logements de fonction" des ribaudes. À cette époque, toute nouvelle ribaude traversait la cité au bruit du tambour et au bras du sous-clavaire qui la conduisait au bordel.
Août
Le 25 août il est décidé d'édifier une nouvelle porte de la Cavalerie ; la construction réalisée avec les pierres des tours de la porte de Laure est terminée en 1588.
Octobre
Le 20 octobre 1560, la multiplicité des fêtes obligatoires ayant suscité des plaintes de la part des pauvres gens, le Conseil municipal adresse des « représentations » à l'Archevêque en le priant de vouloir bien restreindre le nombre des fêtes chômées.
- 1560-1561

Hiver 1560-1561 très long.
- 1561

Destruction des tours de la porte de Laure pour réédifier les tours de la Cavalerie à l'entrée nord de la ville.
Octobre
Le 19, des commissaires sont nommés pour préserver la sûreté publique troublée par les adeptes de la religion réformée.
- 1562

Nouvelle halle réservée à la vente du poisson construite par Claude du Jas, dans le quartier de la Roquette. Trop exigüe, elle est reconstruite en 1647.
En 1562 la "Déclaration du Vicaire général et de l'Official de l'Église d'Arles" signale « qu'il ne saurait y avoir dans cette ville qu'environ 25 à 30 maisons de ceux qui se disent de la nouvelle religion » ; ce qui représenterait 125 à 150 personnes pour une population de 15.000 habitants.
400 hommes sont enrôlés pour parer aux religionnaires et 1600 écus payés par la ville pour leur solde mensuelle.
La ville doit payer une contribution et envoyer 50 cavaliers pour le siège de Sisteron occupés par les réformés.
Septembre
Le 26, l'armée catholique sous la conduite du comte de Sommerive est défaite par les huguenots à Saint-Gilles.
- 1563

Février

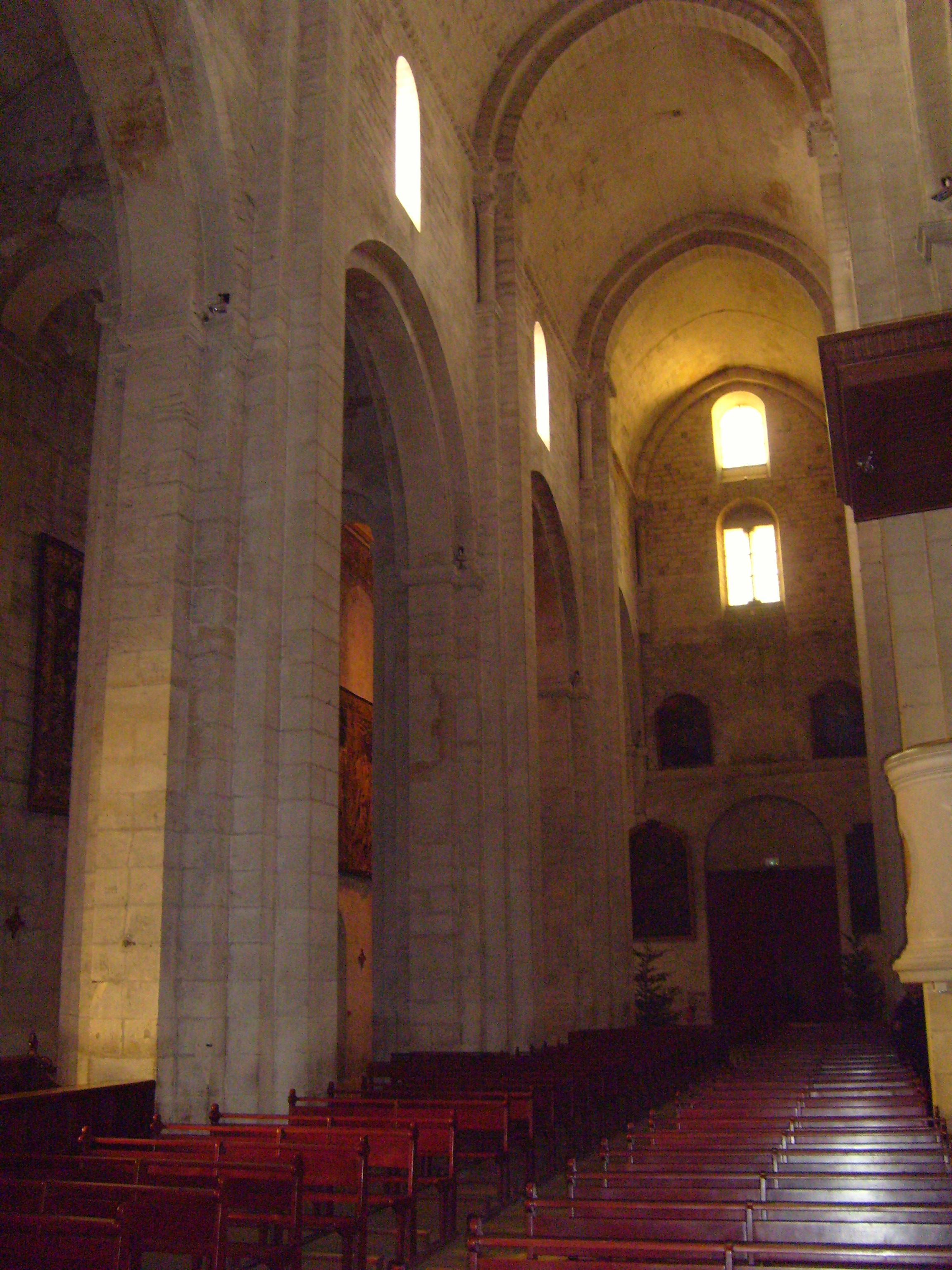
Intérieur de l'église Saint-Trophime.

Le 21 février, meurtre de Baptiste de Castellane, sieur de Peyresc, dans l'église Saint-Trophime,.
Septembre
Le 26 septembre, une armée catholique, dans laquelle se trouvaient un certain nombre d'Arlésiens, subit près de Saint-Gilles une désastreuse défaite dans un combat contre les Huguenots.
- 1564

Novembre
Visite royale de Charles IX et de sa mère Catherine de Médicis. La caravane royale y est retenue par une crue du Rhône du jeudi 16 novembre au 7 décembre.
Le 16 novembre 1564, entrée solennelle du roi Charles IX dans la ville d'Arles ; avec sa mère Catherine de Médicis, il est reçu à Saint-Trophime avec tous les honneurs. Son séjour fut marqué par de véritables actes de vandalisme : le roi permit aux ducs de Lorraine et de Savoye, dont il était accompagné, de faire emporter les marbres antiques qui leur plairaient ; lui-même choisit un certain nombre des plus beaux sarcophages ; on les embarqua sur le Rhône avec huit colonnes de porphyre tirées de l'église N. D. la Major, où elles entouraient les fonts baptismaux; la barque qui les emportait sombra au Pont-Saint-Esprit. La Reine-mère fit aussi arracher « l'ornement de marbre » qui décorait l'entrée du presbytère à Saint-Honorat, « chose fort singulière, savoir deux têtes de Janus antiques et fort bien travaillées en marbre à deux faces chacune ; et il y avait deux bœufs devant chacune d'i-celles traînant la charrue et parfaitement bien faites. » (Remusat).
- 1564-1565

Hiver 1564-1565 très rude dans le Sud de la France. Le Rhône gèle près d’Arles ; début d'une période de petit âge glaciaire.
« A la fin du mois [décembre], le froid fut très rigoureux. Le Rhône se prit, les oliviers et les arbres fruitiers périrent, et les blés furent étouffés ».
« Le roi [Charles IX, lors de son grand voyage en France] avoit à peine quitté la Provence, qu'on y éprouva un froid très rigoureux. C'étoit aux fêtes de Noël qu'il se fit sentir avec plus de force. Le Rhône, du côté d'Arles, fut pris dans toute sa largeur ; les orangers, les oliviers périrent, et les moissons furent étouffées dans leur germe ».
Janvier 1565 : « Le froid fut d'ailleurs si vif cette année, que plusieurs voyageurs moururent dans les chemins, que le Rhône fut glacé par trois fois du côté d'Arles, et que les orangers, les oliviers et tous les blés périrent [...] ».
- 1567

Septembre
Le 29 septembre, La Michelade à Nîmes (massacre des catholiques). Grande surexcitation à Arles.
- 1568

Décembre
Les glaces apparaissent sur le Rhône le 11 décembre.
Le 11 décembre, froid extrême ; le vin, l'encre se congèlent.
« Le froid fut très vif cette année. Le 11 décembre, le Rhône fut couvert de glaces d'un bord à l'autre jusqu'à la mer. Le vin, le pain, l'encre se gela, ce qui continua jusqu'au 20 du même mois ».
« Le 11 décembre, le Rhône se couvrit de glaçons d'une rive à l'autre jusqu'à la mer. Le vin se congelait dans les bouteilles, l'encre dans les petites écritoires que les notaires portaient à leur ceinture. La température se radoucit un peu le 20 décembre, mais l'amélioration fut de courte durée ».
- 1570

Transport des blés - Cette année, 155 704 setiers de blé (froment pour l'essentiel) sont voiturés ou nolisés par 268 transporteurs.
Janvier
Le 1er janvier : grand froid.
Octobre
Du 1er au 3 octobre, chutes de neige qui couvrent le sol pendant plus de deux mois.
Décembre
Les 5 et 7 décembre, inondation au Plan-du-Bourg et en Camargue.
Le 6 décembre, le Rhône déborde. Cette inondation est suivi d'un froid des plus rigoureux, qui dure jusqu’à la fin de février 1571.
- 1571

Le conseil décide d'employer 4000 écus en achat de blés pour les pauvres en raison de la faible récolte.
Janvier
Le 1er janvier 1571 - Dans la nuit du 1er janvier 1571, le temps se mit à la neige qui tomba sans discontinuer durant deux jours et deux nuits. Froid intense ; plusieurs bergers furent trouvés morts. Grande mortalité parmi les bestiaux, même parmi les bœufs et les chevaux Camargues. C'était pitié, dit un contemporain, de voir passer par charretées toutes ces dépouilles.
Froid violent à partir du 10 janvier
- 1573

Janvier
Le Rhône est pris par les glaces ; du 1er au 7 janvier les Arlésiens et leur bétail traversent le fleuve à pied.
Février
Le 24 février, pose de la première pierre de l'Hôtel-Dieu.
- 1575

Pendant le Carême, les Arlésiens craignant quelque tentative ou trahison des réformés, renforcent la défense de la ville.
La ville entretient des espions en Languedoc.
Accélération de la hausse des prix.
Septembre
Le 15 novembre, prix-fait du portail de la Cavalerie.
- 1576

Janvier
Le 1er, une procession part de Saint-Trophime en action de grâces pour avoir échappé à un complot huguenot.
Mai
« Le 29 may, sont venus les huguenots et les maréchalistes en Camargues fere un grand ravage, estant conduicts par le capitène Grimian, contre lequel M. de Beaujeu voulant aller avec la cavalerie de ceste ville [d'Arles] y fut lui mesme repoussé » (Mémoires de Damian Neque).
Novembre
Le 3 novembre 1576, le premier consul, Valentin de Grille, fut pourvu par le roi de la charge de viguier, qui devint héréditaire dans sa famille. (Manuscrit Pomme).
Décembre
Le dimanche 4, les eaux du Rhône entrent dans la ville.
Le 12 décembre 1576, « Notre premier consul, Valentin de Grille, seigneur de Robiac, avant été pourvu par la loi de la charge de viguier d'Arles, en prit possession le 12 décembre.
- 1577

Par lettres patentes du roi Henri III, la ville d'Arles est déclarée ville maritime.
Institution d'un impôt de 2 % sur les marchandises pour financer les travaux de fortifications et la protection de la ville.
Début du siège du château d'Albaron par les religionnaires commandés par l'arlésien Jacques Espiard. Considéré dans la ville comme un traître, Jacques Espiard est capturé à Beaucaire mais s'évade d'Arles en 1579. Le siège d'Albaron est levé par le comte de Carcès avec l'aide de troupes recrutées par la ville.
- 1578

Octobre
Inondations à Arles (Rhône) et dans le Bas-Languedoc (fin en février 1579).
- 1579

Avril

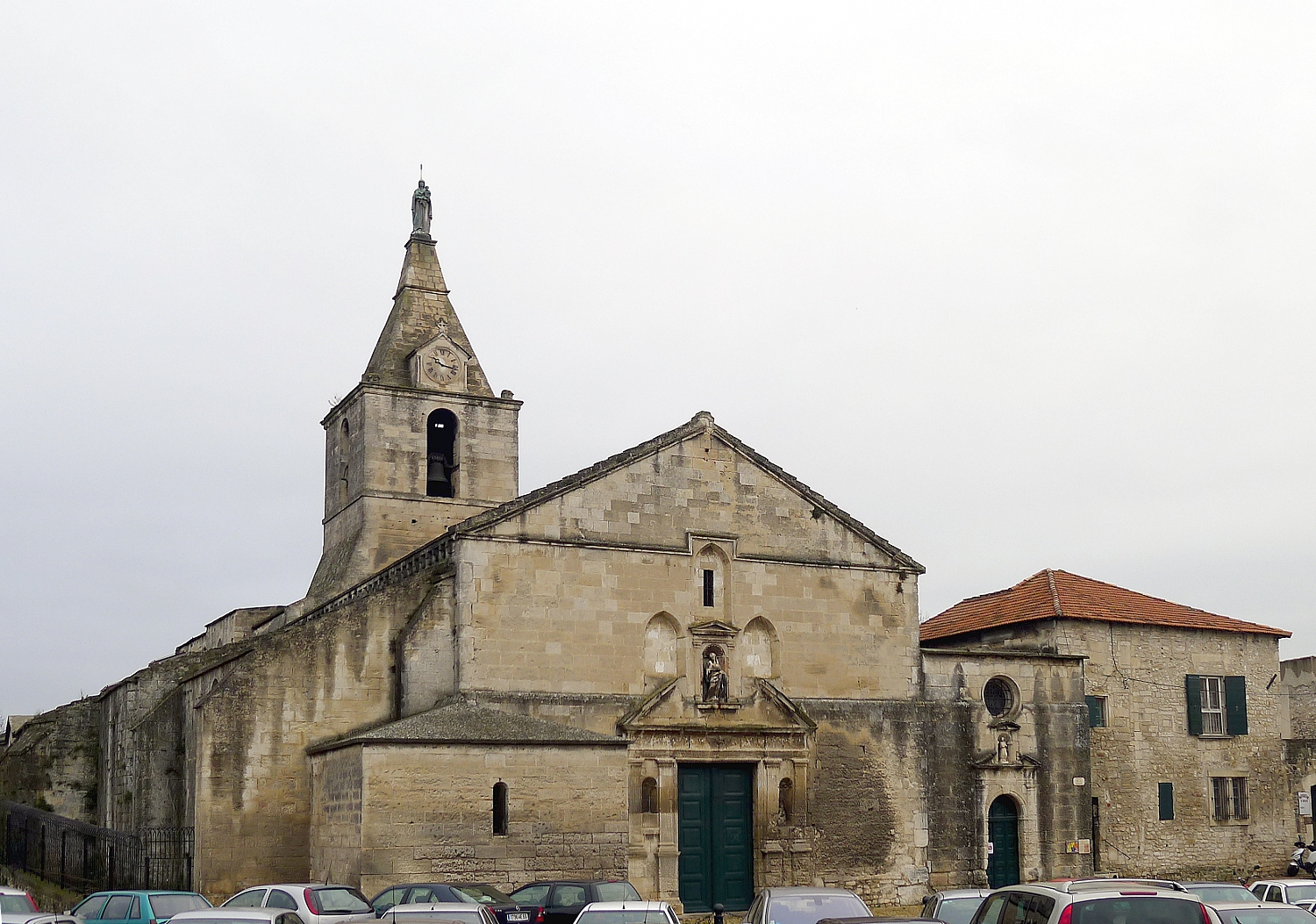
Église Notre-Dame-de-la-Major et son clocher de 1579.

Le 21 avril, achèvement du clocher de la Major.
Reconstruction du clocher de l'église Notre-Dame-de-la-Major sous sa forme actuelle (carré surmonté d'une pyramide) ; la vierge à l'enfant fut rajoutée en 1867.
Septembre
Le 7 septembre 1579, l'archevêque Sylve de Sainte-Croix vendit aux Consuls d'Arles, pour le prix de 725 écus d'or sols de 60 sols pièce, la seigneurie de Trinquetaille avec tous ses droits, sous la réserve de la dîme du prieur (Ms Pomme).
- 1579-1581

La peste d'Arles éclate en décembre 1579 et continue ses ravages une grande partie de l'année suivante. Tout danger n'est écarté qu'au début de 1581 quand par ordre des consuls, une grande procession du Saint-Sacrement est organisée pour rendre grâces à Dieu de la disparition de l'épidémie.
- 1580

Août
Inondation du Rhône à Avignon (26 août) et à Arles.
Le 26 août, débordement du Rhône.
- 1580-1583 : début de la chute des productions agricoles.
- 1582

Octobre
Le 14 octobre 1582, le duc de Joyeuse, allant à Narbonne, traverse la ville d'Arles. Il est traité magnifiquement aux frais de la communauté.
Décembre
Le 9 décembre 1582, le pape Grégoire XIII ayant fait prévaloir un nouveau calendrier qui supprimait dix jours, celte réforme (dite réforme grégorienne) commença à être appliquée dans la ville d'Arles la 9 décembre 1582. On lit dans les Mémoires de Jeanne de Laurens : « Mon fils naquit un jour remarquable, l'an 1582 et le 9e décembre, auquel on osta du calendrier les dix jours par la réformation grégorienne, tellement qu'au lieu de 9 on compta 19. » (Ms 843 de la Méjanes).
- 1583

Août
Le 25 août, « Grand débordement du Rosne le jour de Saint-Barthélémy 25 août, que l'eau passant sur les chaussées de la Camargue noya tout le bestail, inonda les bleds…. quantité de personnes furent noyées dans les cabanes ; la vendange fut aussi gastée, et le terroir si couvert d'eau qu'il fut impossible de semer l'année suivante. La véhémence de l'eau estoit si grande qu'elle tomba la plupart des murailles de la ville le long du Rosne. C'estoit une chose déplorable de voir passer sur la rivière des gerbières de bleds toutes entières, des couverts de maisons avec des hommes et des femmes dessus criant à l'aide, des berceaux avec des enfants dedans sans les pouvoir secourir ; car il estoit impossible de faire naviguer les bateaux. ». Cette mémorable inondation est souvent rappelée dans nos Annales sous le nom de « Roanade de Saint-Barthélémy ».
- 1584

Janvier
Le 2 janvier 1584, installation des Capucins à Saint-Honorat des Alyscamps ; après avoir appartenu à l’abbaye de Lérins puis au bénédictines de Tarascon, l’église des Alyscamps est donnée en 1584 aux capucins ayant alors à leur tête le fameux Ange de Joyeuse.
Mai
En mai, la mort du duc d'Alençon, frère du roi Henri III, fait d'Henri de Navarre, un protestant, l'héritier de la couronne de France. Du coup les rebelles d'hier deviennent royalistes et inversement.
Septembre
Le 21 septembre, arrivée du nouveau gouverneur de Provence, le duc d'Epernon. Il fait rapidement venir des troupes gasconnes, dont il est sûr.
- 1586

La ville achète des blés de marine et en fait venir de Pise.
Avril
Le 18 avril, les Huguenots, plus de dix mille, viennent du côté du Languedoc, passent le Rhône tout de nuit au droit de Granier pour surprendre la ville, laquelle, par la bonne conduite des consuls prévenus de leur dessein, est préservée de leurs maux N'ayant fait que butiner les métairies de trestous (?), s'en retournent en grande honte et confusion.
- 1587

Retour de la peste
Mars ?
À la fin de l'hiver, le duc d'Épernon, après avoir "pacifié" la Provence rejoint la Cour et laisse le pouvoir à son frère La Valette avec le titre de lieutenant-général.
- 1588

Vers 1588, installation des Capucins à proximité des Alyscamps ; destruction partielle de la partie supérieure du site.
À partir de l'été, le ligueur Pierre de Biord entreprend des actions pour déstabiliser le pouvoir des consuls.
Août
Le 15 août 1588, émeute populaire, à l'occasion de quelques gendarmes albanais introduits à Trinquetaille par M. de Montmorency.
À la fin du mois d'août, les ligueurs se répandent dans les rues en annonçant le massacre des ligueurs de Salon-de-Provence par les hommes de La Valette, en criant qu'il falloit faire au bigarras ce qu'on avoit fait aux bons catholiques à Salons.
- 1589

Chasse à l'homme en pleine ville d'une personne reconnue favorable à La Valette.
Pose de placards contre le roi sur les portes de Saint-Trophime.
Février
Assassinat du juge Varadier.
Le 6 février 1589, « Tout le peuple s'est levé pour tuer les Bigarrats (2) et entre autres se sont adressés à la maison de Monsieur le juge [Pierre de Varadier], ayant brûlé presque la porte de son logis, dans lequel étant entrés y ont trouvé led. sieur juge, lequel ils ont tué, et puis l'ont jette d'une fenêtre en bas dans le bardât de la maison qu'estoit de Kouar. » (Livre de raison de Louis Ramette).
Mars
Le 25 mars, le ligueur Pierre de Biord ne parvient pas à se faire élire premier consul; le part de la Ligue n'obtient que le poste de second consul.
Juillet
Le 2 juillet 1589, l'archevêque d'Arles, Sylvius de Sainte-Croix, consacre l'église des Frères-Mineurs de l'Observance, sous le vocale de S. Maria de Consolatione.
- 1590

Vers 1590, Jacques Audier et Philippe Larcher font de nouvelles propositions concernant le dessèchement des marais du Trébon, du Plan du Bourg et Coustières de Crau. Ces propositions restent sans suite sans doute à cause des sommes énormes nécessaires.
Début année
Au début de l'année, la disette menaçant, la ville ferme ses portes à l'exportation des grains.
Février
Le 1er février 1590, la ville député en Cour de Rome son premier Consul, Robert de Quiquéran-Ventabren, pour demander au Pape protection et sauvegarde.
Mars
La rue impose la nomination de quatre consuls ligueurs.
Mai
Le 24 mai 1590, le vice-légat d'Avignon apporte aux consuls un bref pontifical par lequel le Souverain Pontife prend la ville d'Arles sous sa protection. Le conseil répond qu'il remercie Sa Sainteté de sa haute bienveillance, mais qu'il n'entend pas être protégé dans le sens que paraît attacher à ce mot Mgr le Vice-Légat : « Nos intentions ont toujours esté, dit-il, de nous conserver comme bons et légitimes françois. » (mémoires d'Estienne de Cliiavary).
Juin
Le 4, le conseil de la ville décide l'émission d'une monnaie pour la ville.
Août
À la suite de l’incident du 1er août, les partisans du roi s'effacent à Arles devant ceux de la Ligue.
Septembre
Début d'une violence urbaine; les royalistes s'exilent.
Décembre
Le Rhône gèle.
- 1591 :

Venant de Lyon, des Minimes s'installent initialement à Trinquetaille, avant d'en être expulsés au moment des troubles de la Ligue, lorsque la Camargue est envahie.
Mars
En mars, lors des élections consulaires, Nicolas La Rivière tout nouveau conseiller bourgeois devient contre toutes les règles, premier consul noble.
Mars-septembre
Entre mars et septembre, la ville dirigée par Pierre Biord, est aux mains des Ligueurs.
Été ? :
Arrestation du sieur Antonelle et de quelques autres royalistes.
Le 5 août, ouverture à Arles d'un atelier monétaire à la suite de la fermeture de celui d’Aix ; cet atelier qui fonctionnera jusqu'au mois de janvier 1593, aura une production importante, pas moins de 182 892 marcs de billon en “pinatelles” et liards, soit plus de 44 763 kg.
Septembre
Le 10, la ville est assiégée une première fois par les troupes du duc de Montmorency et de La Valette ; ravage du territoire arlésien et prise du château d’Albaron en Camargue par les troupes du maréchal de Montmorency, gouverneur du Languedoc.
Appelé par Nicolas de Rivière, chef du parti de la Ligue catholique arlésienne, Charles-Emmanuel, duc de Savoie, arrive à Arles à la tête de 2000 cavaliers. Le duc de Savoie, chef du parti catholique, arrive à Arles avec des troupes pour mettre un terme aux entreprises du duc de Montmorency, qui ravage la Camargue
Septembre - octobre : séjour du duc de Savoie à Arles
Le 19 entrée du duc de Savoie par la porte du Marché-Neuf ; le 22, parade du duc de Savoie dans la ville, prise du château de Fourques ; le 23, fortification du fort et construction d'un pont volant sur le Petit-Rhône ; prise du château d'Albaron ; le 24, prise du château de la Motte ; le 25, visite de l'hôpital et messe à l'église Saint-Honorat ; le 6 octobre, départ du duc de Savoie de la ville d'Arles ;
Octobre
En octobre, chute de Pierre Biord remplacé à la tête de la Ligue arlésienne par Nicolas La Rivière.
Novembre
Le 5 novembre, Montmorency entre en Provence pour ravager le territoire d'Arles.
Décembre
Le 1er décembre Montmorency s'empare de Fourques.
- 1592

Février
Le 11 février, La Valette est tué devant Roquebrune ; Henri IV envoie pour le remplacer le frère de ce dernier, le duc d'Épernon qui était déjà intervenu en 1584-1587, d'abord comme commandant en chef, puis avec le titre de gouverneur.
Mars
Le 13 mars, soulèvement du peuple arlésien contre Nicolas de Rivière, tué d'un coup de mousquet à la Cavalerie ; les Arlésiens redoutent une trahison au profit du duc de Savoie qui laisse à son départ quatre compagnies dans la ville.
Apprenant la mort de La Rivière, le duc de Savoie tente de renvoyer à Arles Pierre de Biord qu'il avait fait emprisonner à Aix. Mais l'ancien chef ligueur ne peut arriver à Arles, car il est assassiné par d'anciens compagnons de La Rivière, notamment Couque et Mandrin.
Courant mars, de nombreux royalistes exilés rejoignent la ville.
Juillet
À la fin du mois de juillet, à la suite du meurtre d'un ligueur par un royaliste, la population d'Arles ferme les portes de la ville, interdisant ainsi au consuls nobles de rejoindre la cité; les ligueurs sont à nouveau maîtres de la ville.
- 1593

Démantèlement des châteaux d'Albaron et d'Aureille sous la direction d'Antoine Borel, architecte et ingénieur militaire d'Arles ; la ville ligueuse veut supprimer les points d'appui potentiels des forces royalistes du duc d'Epernon.
Mars
Exil d'une partie des royalistes et nomination comme premier consul du ligueur modéré de tendance carciste Balthazar de Ventabren, qui ne sera physiquement au conseil qu'à partir du mois d'août.
Avril
Le 4 : une délibération du 4 avril, signale que les royalistes se sont emparés de cinq cents charges de blé.
Le 7 : dans la nuit du 7 avril, prise du fort de Trinquetaille par les hommes du sieur de Perraud, gouverneur de Beaucaire et fidèle du duc d'Epernon. Dès cet instant la ville peut être considérée comme assiégée et interdite de tout ravitaillement en provenance de la Camargue et du Rhône.
Le 17 avril 1593. — On met la main à la construction du fort de Pâques. Ce fort fut construit en 40 jours, pour tenir en respect les religionnaires qui occupaient le château de Trinquetaille et assurer nos communications avec la Camargue.
Mai
Le 18, une députation est envoyée auprès du gouverneur d'Epernon qui dicte ses conditions.
Juin
Le 1er, une assemblée à l'archevêché, en présence du titulaire Silvio de Sainte-Croix, reconnaît l'autorité de d'Epernon comme gouverneur et lieutenant-général de Provence.
Juillet
Les troupes de Montmorency menacent de nouveau la ville et son terroir; il demande en compensation 150 000 écus que la ville ne peut trouver.
Le 25 : abjuration du Roi.
Octobre
Le 24, tentative d'assassinat des consuls nobles par le consul bourgeois ligueur Aubert.
- 1594

Janvier
Le 13 janvier, le conseil d'Arles informé que le parlement d'Aix-en-Provence a reconnu le roi, décide de participer à l'assemblée des communautés ligueuses à Salon-de-Provence, présidée par l'archevêque d'Aix, Gilbert de Génébrard ; Arles reste avec Marseille la dernière grande ville tenue par la Ligue.
Février
Le 13 février, ou journée dite de Saint-Mathias ; il s'agit d'une tentative désespérée des ligueurs radicaux pour conserver la ville sous leur domination et pour empêcher la reconnaissance du roi.
Le 24 février, journée de Saint-Mathias, combat dans les rues de la ville entre les deux partis qui se disputaient le pouvoir. En ceste journée fut tué, tant d'une part que d'autre, environ 20 hommes, et 25 blessés à la mort, et encore plusieurs autres blessés. » (Livre de raison de Jean Gertous).
Le 24 février lors de la prédication du Carême, Foulque, un religieux observantin, s'en prend si violemment aux extrémistes ligueurs que le peuple prend les armes et s'en saisit de plusieurs qui, le 12 mars suivant, sont condamnés à mort et exécutés sur le Plan de la Cour.
Mars
Le 12 mars 1594, la ville d'Arles manquant d'un exécuteur des hautes œuvres, fait appeler celui de Beaucaire pour le supplice de Latouche et autres factieux ligueurs.
Décembre
Le Rhône et les plages de Camargue gèlent.
- 1595

Juillet
Le 7 juillet 1595, ravage de la Crau par les Carcistes, qui emmenèrent ou détruisirent tout le bétail.
Octobre
Le 14 octobre, les consuls apprennent que le roi Henri IV a été reçu par le Vice-légat d’Avignon et, le lendemain qui est un dimanche, font chanter Te deum Laudamus.
Le 15 octobre, les consuls d'Arles reconnaissent Henri IV comme roi, mettant ainsi fin aux troubles de la Ligue dans la cité.
Le 18 octobre 1595 — « Le 18, jour de Saint-Luc, tous les habitants que, pendant les troubles [de la Ligue], avoient esté mis hors de la ville, réantrarent à ses maisons et embrassarent tous les habitants avec grand joye, et desoubliarent tout ce que avoit esté passé. » (Mémoires de Loys Romani, marchand d'Arles).
- 1596

Juillet
Le 6 juillet 1596, le duc de Guise (Charles de Lorraine) fait son entrée solennelle dans la ville d'Arles, en qualité de gouverneur de la province. On le « régale » d'un présent de vin et de gibier et d'une course de taureaux.
Août
Le 2 août, le conseil interdit la sortie des grains.
Septembre
Le 15 septembre 1596, exécution du vœu solennel fait en 1593 par les principaux habitants de la ville d'Arles pour obtenir des Saintes Maries la paix religieuse et la cessation de la guerre civile. Une délégation municipale, à laquelle s'adjoignirent le Chapitre métropolitain et la confrérie des Pénitents bleus… s'achemina processionnellement vers la Ville-de-la- mer.
Décembre
Le 15 décembre, le conseil décide d'emprunter pour acheter des grains.
- 1599

Le roi Henri IV fait publier un édit accordant au hollandais Berg-op-Zoom, le privilège exclusif de faire le dessèchement de tous les marais de France.
Février
Le 22 février 1599, Horace Montano napolitain, évêque d'Adria, est promu archevêque d'Arles.
Novembre
À partir de novembre jusqu'en mai 1600, grand froid.

### XVIIesiècle

Arles vu de Trinquetaille en 1660
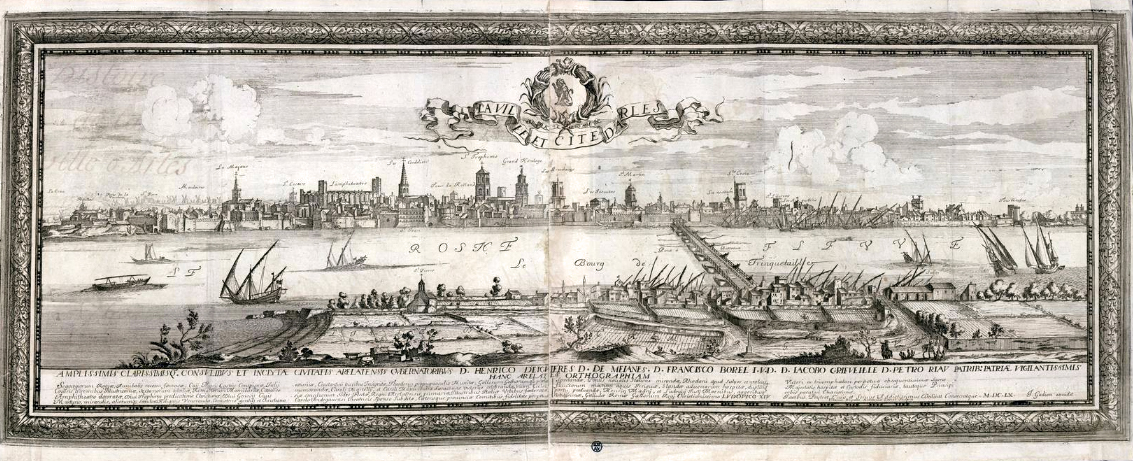

- 1602

Octobre
À la demande des consuls d'Arles, les Ursulines s'installent dans la cité,.
- 1603

Février
Le 4 février 1603, il « Tomba de verglas avec si grande froideur que tua tout le bestail... Beaucoup de bergers moururent de froid. » (Mémoires de Loys Romany).
Septembre
Le 11 septembre, l'archevêque d'Arles Horace Montano meurt à Salon.
- 1604

Henri IV fait supprimer les émissions monétaires arlésiennes.
Juillet
Le Ier juillet 1604, on commence la construction de la nouvelle église Saint-Laurent.
Août
Le 22 août, délibéré d'abattre le ravelin du Marché-Neuf pour faire une esplanade à l'entrée de la ville.
- 1607

Juillet
Le 8 juillet, les consuls d'Arles décident de construire une nouvelle tour à l'embouchure du Rhône, la Tour de Tampan. Elle ne sera achevée qu'en 1615.
- 1608

Henri IV fait stopper les travaux d'extension des remparts.
Novembre
Le 11 novembre, pose de la première pierre des murailles de Villeneuve, devant la porte Agnel.
- 1609

Les Oratoriens s'installent dans la ville.
Henri IV visite la ville.
- 1610

Les Minimes s'installent dans la ville.
- 1612

Janvier
En janvier le Rhône est pris par les glaces : « le 19 janvier, "la glasse a bien esté si espesse a l'occasion des grans frois et des grans vents qu’une infinité de personnes y ont passé, plusieurs femmes y ont dansé des branles dessus et des damoyselles lont traversé conduites par leurs serviteurs ».
Novembre
Le 3 novembre 1612, introduction de la réforme au couvrent de la Trinité.
- 1613

L'archevêque d'Arles, Monseigneur du Laurens, fait restaurer l'église Notre-Dame-la-Principale (ancienne église Sainte-Anne) alors en ruine. À cette occasion, l'église est reconstruite en retrait pour dégager un véritable espace au centre de la ville.
- 1614

Février
Le 16 février, pose de la première pierre de l'église Sainte-Anne.
Mars
Le 22 mars, les consuls donnent à prix-fait la reconstruction des arcades et murailles du Pont-de-Crau.
Mai
Le 22 mai 1614, le chevalier de Guise (François-Paris de Lorraine), lieutenant du roi en Provence, fit son entrée solennelle dans la ville d'Arles. On joua depuis la porte de la Cavalerie jusqu'au Plan de la Cour une pièce entremêlée de vers en son honneur.
- 1615 :

Mai
« Le 28 mai 1615, jour de l'Ascension, auquel jour il y a une petite foire à Beaucaire, il se perdit une barque chargée de gens. Le patron, qui étoit de Beaucaire, se noya avec 118 personnes. Il y en avoit 30 de Tarascon, 12 d'Arles et le reste des villages voisins. » (Ms 547 de la Méjanes).
- 1616

Les Minimes viennent habiter l’église des Alyscamps; ils restaurent le vieux temple, reconstruit en 1210 par l’évêque Michel de Morèse et relèvent l’antique chapelle de N.D. de Grâce.
Janvier
Le 20 janvier le Rhône gèle ; pendant vingt-huit jours on peut le traverser sur la glace.
Septembre
Le 5 septembre 1616, contrat d'établissement des Oratoriens dans la ville d'Arles.
Octobre
Le 20 octobre 1616, monitoire publié dans l'église Saint-Trophime contre les usurpateurs de biens communaux et contre ceux qui ont dérobé ou détiennent furtivement des titres des archives communales.
- 1617

Les Ursulines s'installent au nord des Arènes.
- 1618

Novembre
Le 9 novembre, « Parut une grande comète du costé de l'Orient; la queue regardoit le Languedoc; pronostiquant grandes guerres, peste et famine, ce qui arriva après. » (Livre de raison d'Estienne Paris),,.
- 1619

Octobre
Le 9 octobre 1619, « Transaction (notaire Claude Saxy) entre les Consuls, les intendants et députés des Vuidanges, l'infirmier de Montmajour, les consuls et députés des communes de Tarascon et de Saint-Remy et les propriétaires riverains des roubines. Cet acte a porté le coup le plus funeste au dessèchement des marais... »(Manuscrit Pomme).
- 1620

Un gros navire hollandais (5000 quintaux de jauge) transportant des armes pour les protestants d'Aigues-Mortes, s'échoue près des Saintes-Maries-de-la-Mer ; les arlésiens récupèrent les armes mais doivent les céder aussitôt aux représentants du roi.
Août
« Le 3 d'août 1620 passa par Arles le duc d'Ossone, grand d'Espagne, rappelé de sa charge de vice-roi de Naples. » (ms 788 de la Méjanes).
- 1621

Début de la construction de l'église Sainte-Anne.
- 1622

Création de la Société du Bel esprit.
Juillet
Le 7 juillet 1622, « Le jeudi septième jour de juillet 1622, une armée de presque 5 000 hommes et de trois cents chevaux passe à Arles. Les bateaux ou plates fort gros et grands qui ont amené les lansequands sont près de la Ponche. Il y a cent trente-cinq bateaux ou plates, 15 canons et trois cents boules de poudre.... Les soldats tous bien couverts et beaux hommes.... Ils sont partis le 22 juillet et sont passés par le petit Rhône.... pour assiéger Montpellier et Nimes rebelles....».
Octobre
Le 29 octobre, le roi Louis XIII arrive à Arles ; il est accueilli le 30 octobre par l'archevêque d'Arles Gaspard du Laurens à Saint-Trophime. Le roi repart d'Arles le mercredi 2 novembre.
Achèvement de l'église Sainte-Anne en face de Saint-Trophime ; elle bénéficia des libéralités du roi Louis XIII qui fit un don de 15 000 livres pour l'achèvement de l'édifice. En 1805, elle fut convertie au Musée Lapidaire.
- 1623

La fièvre scarlatine (dite le pourpre) probablement apportée par les troupes royales qui assiègent Montpellier touche environ 5 000 personnes à Arles.
- 1624

Les Ursulines passent du statut de congrégées à celui de moniales cloîtrées.
Février
Le 2 février 1624, la neige, qui tombait depuis cinq jours, amena un tel abaissement de température, que des travailleurs eurent les pieds complètement gelés. Le froid « tua presque tout le bestail menu. » (Mémorial de Jehan Barbier).
Mai
Le ler mai 1624, la population du Bourgneuf s'étant accrue d'une manière notable, le conseil de la communauté délibère de doter ce quartier d'une halle aux poissons.
- 1625

Les Oratoriens s'installent à Arles ; ils logent initialement au presbytère de l'église Sainte-Anne.
Les Jésuites s’installent dans la cité en 1625 et se voient rapidement confier la direction du collège.
- 1626

Installation des Jésuites à Arles.
- 1627

Les Augustins déchaussés s'installent dans la ville.
Décembre
Le 28 décembre 1627, « le mardi 28 décembre passa à Arles le prince de Condé, allant assiéger le château de Vauvert. Il coucha chez M. de Boche. » (Mém. du temps).
- 1628

Pose de la première pierre de l'église Saint-Césaire de la Roquette (église des Augustins) par l'archevêque Gaspard du Laurens.
Novembre
Le 26 novembre 1628, une violente crue du Rhône renversa la martellière de la Vieille-Triquette et dévasta les Ségonnaux.
- 1629

Les Visitandines s'installent dans la ville.
Juillet
La peste de 1629 qui se déclare fin juillet dans la cité, emporte 900 arlésiens ; elle aurait fait 949 morts.
« Le 26 juillet la peste se manifesta dans la ville d’Arles et ne cessa que le 29 avril suivant. II mourut environ huit à neuf cens personnes. Le bon ordre qu'on établit dans la Ville arrêta les progrès de la contagion ».
- 1630

Pose de la première pierre de l'église des Trinitaires par l'archevêque Gaspard du Laurens ; le prélat meurt peu de temps après à Salon le 17 juillet.
Les religieuses de la Visitation s'installent à Arles.
Août
Le 16 août, vœu des consuls de faire tous les ans une procession solennelle en l'honneur de Saint-Roch, en commémoration de la peste.
- 1631

Décembre
Le 19 décembre 1631, les religieuses Carmélites s'établissent à Arles.
- 1632

Août
Le 1er août - « Le 1er aoust, M. Peint est sorti d'Arles avec deux compagnies pour aller secourir Beaucaire, parce que le frère du Roy avec M. de Monlmorency avoient saisi le château de ladite ville. ».
Décembre
Le 31 décembre, « le Rhône à cause du grand froid se gela en façon qu'on passoit sur la glace de la porte du Port à Trinquetaille ».
- 1633

Mars
Le 17 mars, le maréchal de Vitry, gouverneur de Provence, fait son entrée dans Arles.
Décembre
Le 17 septembre, gros Rhône ; les eaux pénétrèrent dans la ville par la Porte Rousse.
- 1634

Mars
Le 4 mars, commencement de la perception des (nouveaux ?) droits de douane à Arles.
Septembre
Le 8 septembre, pose de la première pierre du couvent des Carmélites (aujourd'hui l'hospice de la Charité).
- 1635

Mise en place d'un pont à bateaux entre le Méjan et Trinquetaille.
- 1636

Percement des portes encadrant le portail de la cathédrale Saint-Trophime.
Janvier
Le 18 janvier 1636, rupture du pont.
Août
Le 14 août 1636, ordonnance de l'archevêque d'Arles (Jean Jaubert de Barrault) pour la construction de six églises en Camargue ; l'archevêque d'Arles Jean Jaubert de Barrault passe une commande pour la construction de six nouvelles églises paroissiales en Camargue.
Octobre
Le 18 octobre, la commune d'Arles confie aux jésuites la direction du collège.
- 1637

Avril
Le 12 avril 1637, jour de la fête de Saint-Pierre à Trinquetaille, sur les 6 heures du soir, tandis que la foule se presse sur le pont de bateaux pour voir défiler une chiourme de galériens barbaresques, le trébuchet se rompt et plus de 300 personnes tombent dans le Rhône ; il s'en noie dit-on, 160. Dans l'émotion et l'affolement occasionnés par cet accident, il se produit de très graves désordres et le pont est incendié. Les manifestants se barricadent à la porte du pont pour résister à la force armée ; mais, attaqués à l'improviste, au milieu de la nuit, par une vive fusillade, ils lâchent pied et leur barricade est pris d'assaut par les mousquetaires et la milice. Il y a des blessés de part et d'autre. L'un des séditieux, un marin nommé Signoret, est condamné à mort, pendu, puis décapité ; sa tête, donnée en spectacle aux passants sur la porte du pont, y demeure plusieurs années.
Octobre
En octobre, crue importante rapidement évacuée par des ouvertures côté Languedoc.
Le vendredi 21 octobre, le Rhône déborde et crève à l'abreuvoir de l’Aube de Bouïc ; l'inondation ne dure que vingt-quatre heures.
- 1638

Février
Le 10 février 1638, le comte d'Alais, gouverneur de Provence, fait son entrée dans la ville d'Arles. Il fut tellement flatté des honneurs qu'on lui rendit, qu'il voulut en offrir le spectacle à son épouse, et qu'il revint avec elle le 12 mai, après avoir obtenu la promesse qu'il serait reçu avec le même cérémonial.
Juillet
Le 14 juillet 1638, la direction du collège est livrée définitivement aux Jésuites.
- 1639

Mars
Le 22 mars, l'archevêque d'Arles, assisté des quatre consuls en chaperon et de deux moines réformés, alla, sous la main forte de 50 mousquetaires, établir la réforme à l'abbaye de Montmajour.
Août
Le 31 août 1639, « le pont de Crau a été commencé, et, dans l'année, 44 arcades ont été achevées. » Le nombre des arches fut porté de 46 à 117.
Décembre
Le 30 décembre 1639, introduction de la réforme au Grand Couvent.
- 1640

Les Petits Augustins s'établissent au bord du Rhône.
Pâques
« Il y eut une peste dans Arles qui commença le samedi saint et dura jusqu au 5 novembre pendant laquelle les Consuls n’épargnèrent ni peine ni soin pas même leur santé pour remédier aux maux affreux de ce terrible fléau. Le Prévôt de Roquemartine contribua beaucoup au soulagement des pauvres par ses aumônes. Il mourut environ sept cent personnes ».
Peste, en particulier aux arènes et dans le quartier de la Major entre le 8 avril et le 14 septembre ; il y aurait eu environ 700 morts sur 1 400 individus atteints par la maladie.
- 1641

Décembre
Le 11 décembre 1641, « Entre huit et neuf heures du matin, le pont de Trinquetaille fut emporté par une débâcle. ».
Le 15-16 décembre 1641, « Dans la nuit du 15 décembre 1641, entre dix et onze heures du soir, cinq galères de Naples, qui revenaient de porter des troupes espagnoles au secours de la ville de Perpignan, alors assiégée par les Français, échouèrent, par un gros vent de labech (sud-ouest) aux plages d'Arles et des Saintes-Mariés.… Les deux galères qui se trouvaient embourbées au Tampan purent se dégager à la faveur d'un petit vent frais qui se leva soudainement, et gagner le large à la vue des Arlésiens. Quant aux autres galères, l'une fut perdue et il ne s'en sauva que peu de monde qui fut recueilli par les habitants des Saintes-Mariés, avec l'équipage et la chiourme de l'autre galère échouée. Tous les naufragés furent conduits ensuite à Marseille, où on transporta également tout le matériel qu'on put emporter des galères naufragées et soustraire au pillage qui en fut fait. » (Ms 788 de la Méjanes).
- 1642

Mai
Le 5 mai 1642, le prince de Monaco, Honoré de Grimaldi, se rendant en Catalogne auprès du roi Louis XIII, passe par la ville d'Arles où il reçoit un magnifique accueil.
Juin
Le 8 juin, le cardinal de Richelieu, se rendant au siège de Perpignan, s'arrête à Arles sur l'invitation des consuls et loge au Grand-Prieuré.
« Le Cardinal de Richelieu principal Ministre arriva en la ville d’Arles aux fêtes de Pâques. Il y fut reçu avec magnificence accompagné du Comte d’Alais Gouverneur de la province. Le lendemain il fut transporté à Tarascon sur un brancard porté par des soldats ; étant malade on fut obligé de le faire entrer dans son logement par la fenêtre ; ce fut là qu il reçut la copie du traité d’Espagne ».
Juillet
Le 16 juillet, convention entre les consuls, une association et Jean Van Ens, ingénieur hollandais, pour le dessèchement des terres marécageuses. Malheureusement, une conception insuffisante, des conflits locaux et une recrudescence des crues entraînant des coûts d'entretien trop importants vont ruiner le succès initial de l'entreprise.
Août
Le 27 août - « Le 27 d'aoust est venu un ingénieur appelé M. de Vanen pour escouler les eaux de ce pays, et à faire travailler à la roubine du Roy et en à faire faire une neuve pour recevoir les eaux du Vigueirat. ».
- 1643

Destruction de l'Arc romain dit du Rhône; ce monument dont la localisation est toujours discutée, devait se situer entre la rue Tour-du-Fabre et l'actuelle rue du Docteur-Fanton.
- 1644-1649

Fronde arlésienne
- 1644

Février
Le 15 février, tremblement de terre à Arles et dans toute la Provence. L'origine du séisme se situe en Vésubie (44,0°  7,2°) avec un Imax MSK d'environ VIII. Trois villages sont détruits, dont Roquebillière ; de nombreux morts,.
- 1645

Mai
Le 18 mai 1645, mémorable duel entre Jean Léon d'Icard et Charles Subei, bourgeois, qui fut tué sur place.
- 1646

Décembre
Le 23 décembre 1646, l’archevêque d'Arles François Adhémar de Monteil de Grignan fait son entrée pontificale en grande solennité.
- 1647

Les Mauristes, récemment installés à l'abbaye de Montmajour à l'initiative de l'archevêque Jean Jaubert de Barrault, font reconstruire l'église Saint-Julien d'Arles et aménager un groupe de bâtiments contigus.
Octobre
Le 11 octobre 1647, inauguration de la première imprimerie qui ait fonctionné dans la ville d'Arles. Les consuls se transportent, avec une nombreuse suite, dans la petite maison du conseiller Rebatu, où l'imprimeur François Mesnier vient de s'établir.
- 1648

Reconstruction de l'église Saint-Julien dont la première pierre est posée par l'archevêque d'Arles, François Adhémar de Monteil de Grignan.
Achèvement de la construction de l'église Saint-Antoine appelée aussi Notre-Dame-des-Grâces.
- 1649

Mars
Le 10 mars, émeute à Arles. Les anciens nobles (grand party) chassent de l'hôtel-de-ville ceux du petit party (modernes nobles, rubans bleus ou basalois) qui détenaient l'autorité municipale depuis cinq ans.

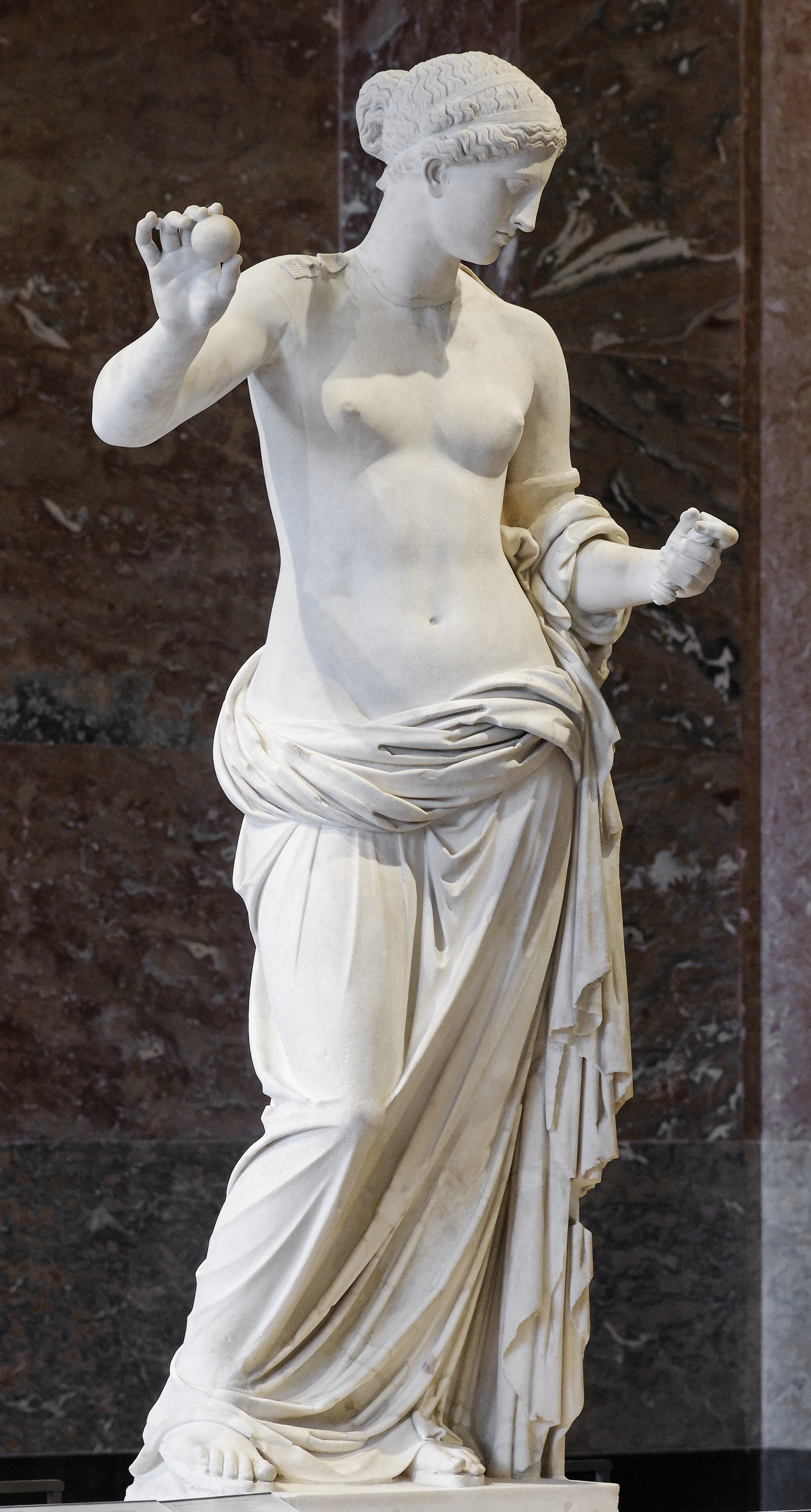
Vénus d'Arles (musée du Louvre, 2010)

- 1651

Juin
En juin (le 6), découverte de la Vénus d'Arles à l'emplacement du théâtre antique.
Septembre
Embarquement d'un Capucin pour Gênes : « Le 4 septembre 1651 nous nous sommes embarqués à Arles pour Gênes. Et le 6 arrivâmes au port de Cassis ayant été poursuivis par un corsaire majorquin. 108 milles. »
- 1652

Décembre
Les 26 décembre 1493, 1652, 1660, froid d'une extrême rigueur.
Le 31 décembre, le Rhône est pris par les glaces.
- 1654

Installation de deux glacières, l'une à la Cavalerie, l’autre à la Roquette.
Achèvement de la chapelle des Jésuites dans l'ancien Hôtel de Laval.
Destruction de la tour dite du Valat, sise à proximité de la place Honoré Clair dans le quartier du Méjan.
Juin
Le 5 juin, les religieuses du Refuge s'établissent à Arles et s'installent provisoirement dans le prieuré de Saint- Antoine le vieux.
Les religieuses du Refuge ou de Saint-Paul s'installent à Arles.
Août
Le 4 août, pose de la première pierre de l'église des Jésuites (aujourd'hui du collège).
- 1655

Le charcutier arlésien Godart introduit à Arles en provenance de Boulogne une recette de saucisson et crée ce qui deviendra la recette du saucisson d'Arles.
- 1656

Avril
Le 10 avril 1656 — Arrêt du Parlement de Toulouse sur le différend entre la Communauté d'Arles et le Chapitre de la Ste Église pour la propriété de la Crau.
Mai
Le 28 mai juillet, les consuls d'Arles décident l'abandon de la Tour du Tampan, désormais isolée à l'intérieur des terres, et la construction d'une nouvelle tour à l'embouchure du Rhône, la Tour de Saint-Genest. Les travaux sont terminés le 24 mars 1659.
- 1657

Septembre
Le 18 septembre 1657, « Après une pluie grandement rapide et extraordinaire, le Rosne enfla si fort qu'il inonda presque tout le terroir et principalement le quartier du Tresbon... » (Journal de messire Pierre Chaix).
- 1659

Décembre
Le 13 décembre, les charrettes traversent le Rhône sur la glace.
- 1660

Janvier - Passage du roi Soleil dans la cité ;
Le 12 janvier - Le roi Louis XIV "Dieudonné" venant de Nîmes, "passa sur le Rosne, glacé depuis 10 ou 12 jours, que ses carrosses passèrent avec assurance" pour se rendre à Tarascon, puis à Arles.
Le 13 janvier - Entrée solennelle dans Arles du roi Louis XIV en compagnie de la reine et du cardinal Mazarin ; Monsieur le duc de Mercœur accompagné de plusieurs gentilshommes et bourgeois vont au-devant de Leurs Majestés parties après le dîner de Tarascon, pour se rendre à Arles.
Le 13 janvier - Arrivée à Arles du roi Louis XIV accompagné de la reine-mère et du cardinal Mazarin ; Mgr de Grignan le reçoit à l'entrée de Saint-Trophime où le roi assiste à une messe.
Le 14 janvier - Mademoiselle qui craint l'eau, embarque pour Arles. Départ d'Avignon. D'abord messe aux Célestins. Voyage rapide au milieu des glaçons qu'elle trouve finalement trop court.
Mars
Le 5 mars, publication dans notre ville de l'arrêt du Parlement de Provence ordonnant l'expulsion des juifs.
Décembre
Les 26 décembre 1493, 1652, 1660, froid d'une extrême rigueur.
- 1661

Janvier
Le 9 janvier 1661, « les glaçons du Rhône, en se détachant, ont brisé ou endommagé plusieurs barques, rompu la chaussée et tué beaucoup de bétail en Camargue. » (Mémoires de MM. Paris).
- 1662

Consécration de l'église Saint-Julien par l'archevêque François Adhémar de Monteil de Grignan; ce nouvel édifice est bâti sur une ancienne église qui menaçait ruine.
- 1664

Octobre
Le 13 octobre, les religieuses Augustines (hospitalières) sont reçues à Arles.
- 1665

L'ordre de dames de la Miséricorde s'installe à Arles
Le Rhône est pris par les glaces pendant 25 jours.
Mars
Le 12 mars, la tour du monastère de Montmajour frappée par la foudre est détruite au sommet et lézardée.
Décembre
Le 26 décembre 1665, pose de la première pierre du nouvel hôtel-de-ville, sur les plans et dessins de l'architecte Sautercau. Mais cette construction est abandonnée peu de jours après.
- 1666

Par lettres patentes, Louis XIV érige la Société du Bel Esprit en Académie d'Arles.
Création du premier mont-de-piété de Provence par François Agneau, oratorien et curé de Sainte-Anne.
- 1667

Janvier

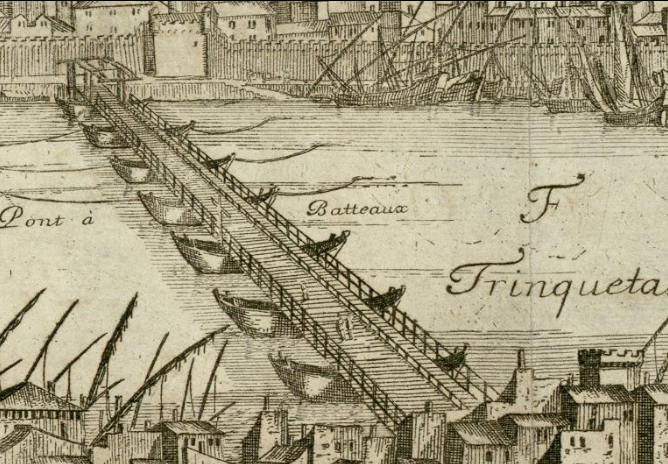
Le pont de bateaux en 1660.

Le 15 janvier la débâcle des glaces du Rhône, totalement gelé pendant 19 jours, rompent en brisant le pont de bateaux.
- 1669

Décembre
Le 20 décembre 1669, froid très rigoureux.
- 1670

Création, à l'initiative de l'écuyer arlésien Louis d'Icard, d'une académie équestre qui semble n'avoir fonctionné que jusqu'en 1677.
Août
Le 10 août, le comte de Grignan, lieutenant du roi en Provence, fait son entrée solennelle dans la ville d'Arles.
- 1672

Août
Le 7 août, la communauté d'Arles est autorisée à emprunter pour la construction d'un hôtel-de-ville.
- 1673

Passage à Arles de Mme de Sévigné et de sa fille Mme de Grignan lors de leur visite à leur parent, l’archevêque d’Arles François Adhémar de Monteil de Grignan.
Novembre
Le 26 novembre, le coadjuteur de l'archevêque d'Arles, Jean-Baptiste Adhémar de Monteil de Grignan, pose la première pierre de l'église des Carmes Déchaussés.
- 1674

Novembre
En novembre crue importante, probablement la plus haute du XVIIe siècle.
Le 16 novembre, « Le Rhône inonda tout le Trèsbon, tout le Plan du Bourg et encore tout le Bas-Languedoc et non point la Camargue. Les eaux étoient si hautes que les arches du Pont de Crau, tant de là route que du canal de Durance, furent abattues.» (Livre de raison de la famille de Saint-Martin).

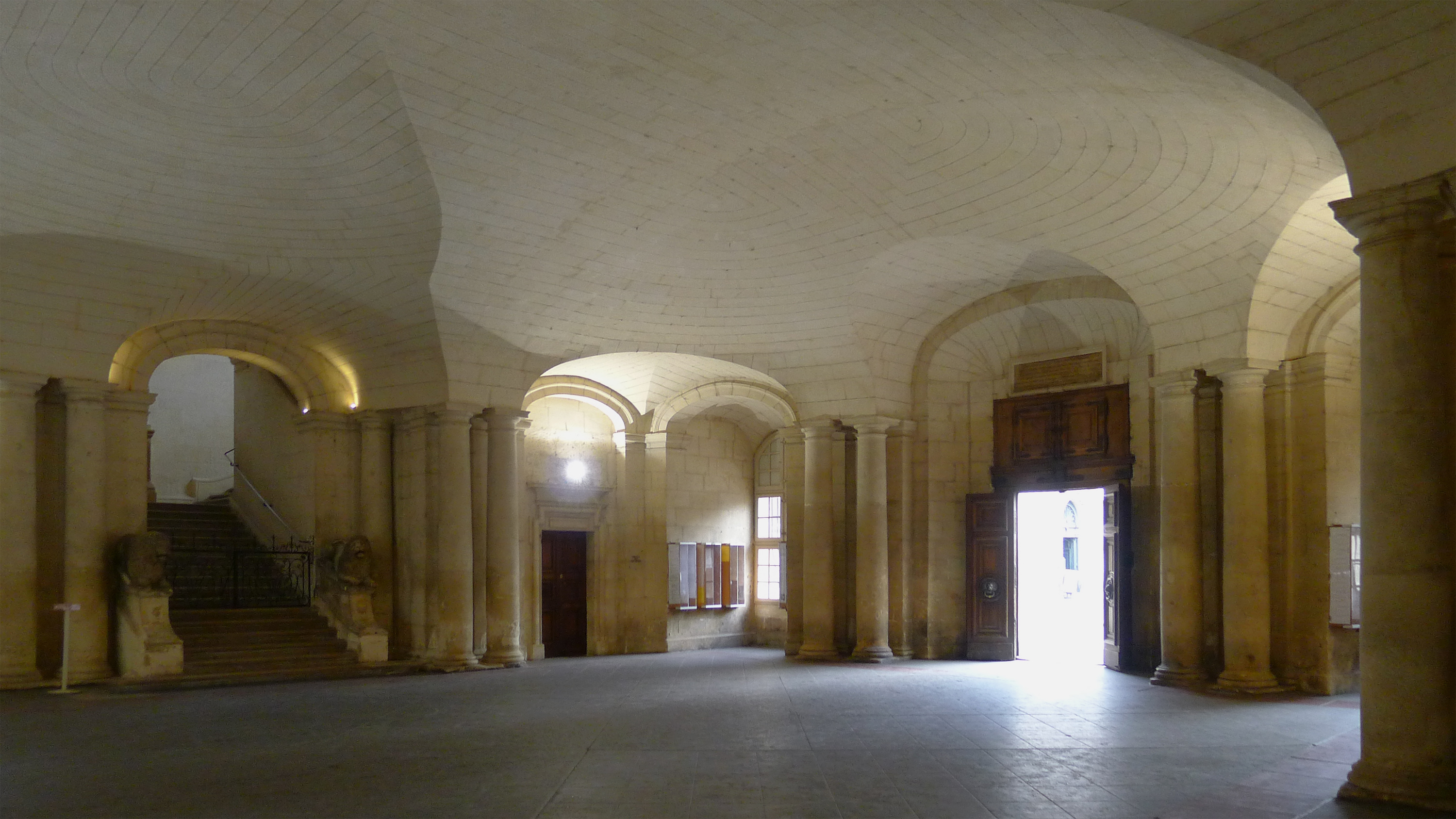
La salle du rez-de-chaussée de l'hôtel de ville, avec sa voûte considérée comme « le chef-d'œuvre absolu de la stéréotomie française » (CMH)

- 1675

Fin de la construction du nouvel hôtel de ville conçu par l’architecte arlésien Jacques Peytret aidé de Jules Hardouin-Mansart.
- 1676

Mars
La construction de l'hôtel de ville est achevée en mars 1676.
Erection de l'obélisque sur la place de la République, en face de l'hôtel de ville.
Le 23 mars, cérémonie en l'honneur du roi Louis XIV (inauguration d'un soleil en bronze doré fixé au sommet de l'obélisque situé place Royale) en présence du représentant du roi, le marquis de Vardes, gouverneur d'Aigues-Mortes.
- 1678

Décembre
Le 22 décembre 1678, quatre régiments de cavalerie, revenant de Catalogne, arrivent à Arles ; les officiers sont « logés à discrétion chez l'habitant » (Ils devaient payer de gré à gré, mais ils s'y refusèrent, disant n'avoir point d'argent).
- 1679

Septembre
Le 30 septembre, grand débordement du Rhône.
Octobre et novembre
Le 19 octobre 1679, prières publiques et solennelles dans l'église métropolitaine, pour demander à Dieu le retrait des eaux qui couvrent le territoire depuis la grande inondation survenue le 30 septembre.
En octobre et novembre, longue crue et inondations.
- 1679-1789

Nouvelle politique d’alignement entreprise par les consuls. Cette politique qui se poursuit jusqu’à la Révolution, modifie considérablement l’aspect du centre-ville.
- 1680

Le 17 décembre 1680, froid très rigoureux (Livre de raison de Fr. Roy).
- 1681-1683

Séjour dans la cité du musicien André Campra comme maître de musique de la métropole de Saint-Trophime.
- 1684

Démolition de l'« arc du Rhône » érigé à la fin du Ier siècle av. J.-C. Cet arc se situait au débouché de la rue Tour-de-Fabre, côté fleuve.
- 1685

Octobre
Grande crue du 3 au 6 octobre.
- 1689

Mars
Le 15 mars 1689, levée par ordre du Roy d’une milice à Arles ; armée de fusil et d’épée, elle comprend 34 soldats ; elle est dirigée par le capitaine M. de Gromanille.
Octobre
Le 21 octobre 1689, « Grande inondation par le Rhosne dans le terroir d'Arles, ayant rompu en quatre divers endroits » (mém. de MM. Paris).
- 1690

Étienne d'Icard, consul.
- 1692

Janvier
Le 25 janvier 1692, il tomba une énorme quantité de neige qui persista jusqu'au 22 février.
Avril
Le 3 avril, troubles occasionnés par la cherté du pain.
- 1693

Décembre
Le 20 décembre, grand froid qui est le prélude d'une saison hivernale des plus meurtrières.
- 1694

Janvier
En janvier/février le Rhône est pris par les glaces pendant 40 jours.
Novembre
Crue d'automne; le pont d'Arles est emporté le 15 novembre : « Le 15 novembre 1694, le pont d'Arles résista à une grande crue mais, par comble de malchance, celui de Tarascon ne résista pas et ses débris, emportés par le courant, vinrent heurter et briser le premier ». La digue de Fourques cède et toute la Camargue est envahie.
Le 24 novembre, grand débordement du Rhône ; quantité de personnes qui habitaient aux métairies proches de la mer furent noyées.
- 1695

Avril
En avril, début des travaux de transformation de la cathédrale Saint-Trophime entrepris par l'archevêque d'Arles Jean-Baptiste Adhémar de Monteil de Grignan.
- 1696

Mars
Le 25 mars 1696, un avocat (François Signoret) est nommé 1er consul, « chose qui ne s'était jamais vue » et qui ne se reproduit qu'une seule fois (1728) ».
Octobre
Le 7 octobre, réjouissances publiques à l'occasion de la paix avec la Savoie.
- 1697

Novembre
Le 11 novembre 1697, l'archevêque d'Arles, J. B. de Grignan, meurt à Montpellier, à l'âge de 59 ans.

### Fin de l'Ancien Régime

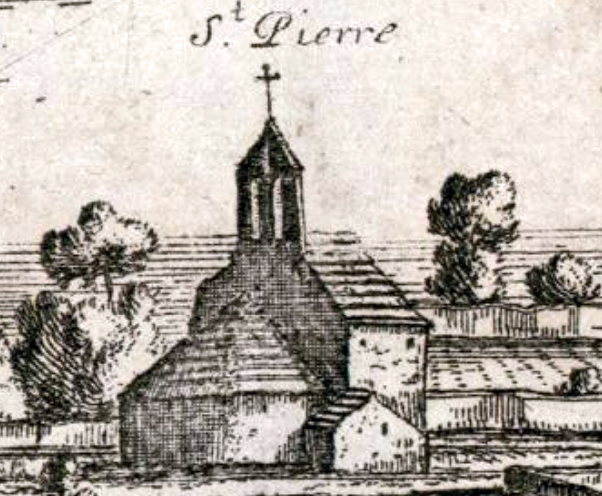
Église Saint-Pierre-de-Gallègue (en 1660).

- 1702

Octobre

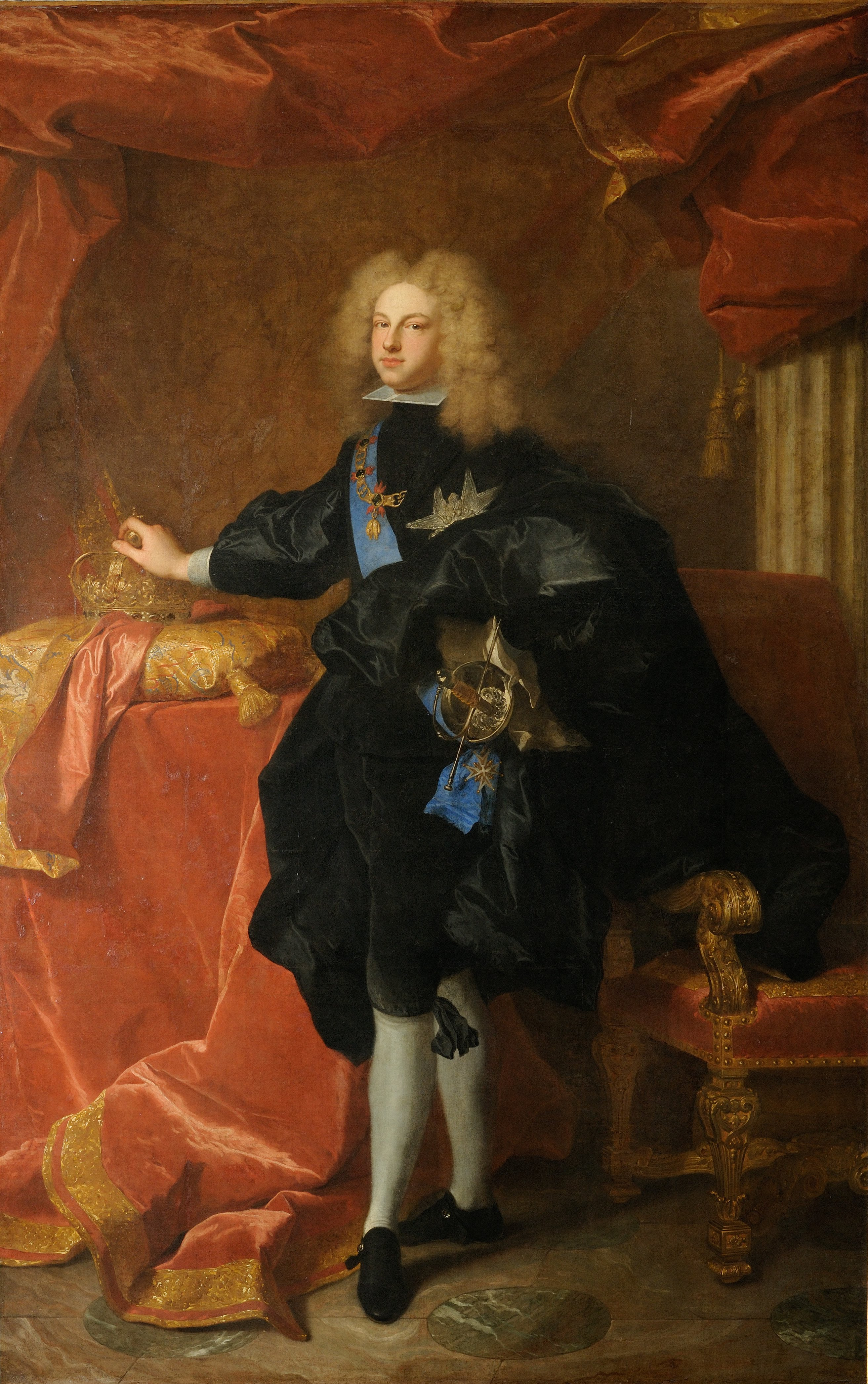
Portrait de Philippe V par Hyacinthe Rigaud en 1701.

Le 17 octobre, forte crue du Rhône qui emporte le pont de Tarascon et rompt la chaussée au-dessous de Fourques.
Décembre
Le dimanche 3 décembre, le roi d'Espagne Philippe V arrive dans Arles sur les trois à quatre heures de l'après-midi et vient loger au palais archiépiscopal.
- 1703

Arnaud de Mendon, consul.
- 1704

Février
Le 22 février, la voûte de la cuisine du monastère de Montmajour s'écroule ; trois religieux sont écrasés.
- 1706-1707

Réfection des remparts (Porte du Marché-neuf et façade du Rhône), sous la direction de M. de Saxy gouverneur du Mont-Royal, contre une invasion possible des troupes du duc de Savoie.
- 1706 :

Mai
Le 12 mai, éclipse totale à Arles avec une obscurité totale d’environ 4 minutes.
Novembre
Le 27 novembre, on démolit la porte de Marché-Neuf pour la refaire plus grande).
- 1707

Charles Raillon, capitaine de la ville prépare la défense de la cité lors de la tentative d'invasion de la Provence par le duc de Savoie.
- 1708-1709

L'hiver 1708-1709 ruine les récoltes et gèle les oliviers, inondations et disettes se succèdent.
- 1711

Octobre
« Le 4 octobre, jour de dimanche, le roi d'Angleterre étant venu en Provence pour voir la Sainte-Baume et ensuite visiter les principales villes de la province, arriva à Arles dans un carrosse qui était suivi de trois calèches où étaient les principaux de sa suite. MM. les consuls furent le recevoir à deux mousquetades de la ville... et l'accompagnèrent chez Mme de Fourbin, où son logis était préparé ».
- 1712

Mars
Le 17 mars, arrivée du nouvel archevêque d'Arles, Jacques de Forbin-Janson. Il ne voulut pas qu'on lui fit une réception ; on sonna seulement les cloches de Saint-Trophime et l'on tira quelques boîtes.
- 1714

Novembre
Le 2 novembre, l'archevêque d'Arles M. de Janson reçut avec les plus grands honneurs, dans son palais archiépiscopal, la nouvelle reine d'Espagne, Élisabeth Farnèse, et sa suite. Cette suite se composait de la princesse de Piombino, d'il signor Barbasso, du marquis Espinola, etc. La reine demeura trois jours à l'archevêché; le vice-légat d'Avignon, le prince d'Harcourt et autres vinrent.
- 1716

Hiver de glace avec Rhône gelé.
- 1720-1721

La peste de 1720-1721 provoque un désastre démographique : elle emporte environ 10 000 habitants sur 23 000, soit plus du tiers de la cité.
Décembre
En décembre 1720, l'épidémie se déclare dans la cité.
Juillet
Le 20 juillet 1721, procession du Saint-Sacrement contre la peste au moment où le fléau commence à décliner.
- 1724

Construction de la Grande Boucherie.
- 1725

Septembre
Le 29 septembre 1725, commencement d'une saison de pluies désastreuses dont on garda le souvenir.
- 1726

Auberge le Logis de Notre-Dame, entre la place et la muraille de la ville, dans l'épaisseur de la porte du Marché-Neuf. le nom de Notre-Dame, fait probablement référence à une église du XIVe siècle, Notre-Dame de Beaulieu qui existait à proximité, en dehors des remparts.
Juillet
Le 26 juillet 1726, tremblement de terre. Épicentre en Camargue.
- 1727

Juin
Le 3 juin, tremblement de terre. Région épicentrale : Camargue (Arles).
Novembre
Le 6 novembre 1727, léger tremblement de terre, à 7 h. 1/2 du soir. Région épicentrale : Camargue (Arles).
- 1728

Construction de la Grande Poissonnerie.
- 1729

Juin
Le 30 juin, « Sur les 6 heures du soir, il tomba des grêlons de la grosseur d'un œuf de poule en si grande quantité pendant une demi-heure, qu'il y en eut de suite un pied dans les rues. Une innombrable quantité de tuiles et de vitres furent brisées. Tout autour de la ville, à une lieue à la ronde, les vignes furent entièrement ruinées ; il ne resta pas une grappe. Les blés, qui n'avaient pas encore été moissonnés, furent comme fauchés. Les fruits, les oliviers furent perdus » (Ms 788 à la Méjanes).
- 1730

Octobre
Le 11 octobre, tremblement de terre sensible à Arles. Région épicentrale : Camargue (Arles).
Le 28 octobre, tremblement de terre assez violent ressenti à Arles ; l'archevêque d'Arles Jacques II de Forbin-Janson ordonne des prières. Région épicentrale : Camargue (Arles).
- 1731

Construction de la Maison consulaire sur la place du Forum.
- 1732

Octobre
Le 13 octobre 1732, l'archevêque d'Arles, M. de Janson, part pour son abbaye de Saint-Valéry, où le roi vient de l'exiler pour avoir fait un mandement contraire aux libertés de l'Église gallicane.
- 1734

Un règlement du roi ordonne l'établissement d'un "haras d'élite" en Camargue mais le projet ne sera pas mené à son terme ; il sera toutefois repris en 1752 et concrétisé en 1754.
Juillet
Le 20 juillet 1734, à 2 heures trois quarts de l'après-midi, tremblement de terre. Région épicentrale : Camargue (Arles).
Septembre
Le 2 septembre, léger tremblement de terre, à 4 h. 1/4 du matin. Région épicentrale : Camargue (Arles).
- 1737

Septembre
Le 15 septembre, on commence la construction de la tour Saint-Louis, aux embouchures du Rhône.
- 1738

Disparition des clarisses d'Arles.
- 1740

Septembre
Le 30 septembre 1740, arrêt de règlement pour l'Hôtel-de-Ville, portant que le Conseil sera formé de 144 conseillers, dont 72 nobles (48 gentilshommes et 24 anoblis ou avocats) et 72 bourgeois (57 bourgeois, notaires ou procureurs, 5 chirurgiens, 5 apothicaires et 5 marchands « tenans boutique ou magazin »).
- 1741

Janvier
Le 14 janvier, mort de l'archevêque d'Arles, Jacques de Forbin-Janson, à l'âge de 68 ans.
- 1742

Avril
Arrivée du Séville cavalerie à Arles le 21 avril. Ce régiment de 120 cavaliers faisait partie de l'armée du roi d'Espagne Philippe V qui avait reçu l'autorisation de Louis XIV pour traverser le sud de la France pour aller embarquer dans le port d'Antibes. Ce régiment quitte la ville le 22 juin.
- 1746

Novembre
Le 30 novembre 1746, « Dom Philippe, infant d'Espagne, beau-fils de notre roi, est arrivé à Arles avec le duc de Modène. Il a logé à l'archevêché et le Duc chez M. de Montblanc ; sa suite occupait cent maisons à l'entour. Il est resté à Arles jusques au 5 décembre.... » (Mémoires de M. Paris).
- 1748

Hiver de glace avec Rhône gelé.
Mai
Le 5 mai 1748, mort du chanoine Pierre de Sabatier, auteur des Acta ecclesiae Arelatensis. L'archevêque d'Arles, M. de Jumilhac, achète sa riche bibliothèque.
- 1751

Disparition des religieux de la Miséricorde.
- 1752

Janvier
Le 2 janvier, émeute alimentaire
À la fin janvier, émeute liée à une pénurie de blé générée par la spéculation.
L’archevêque de Jumillac ordonne de faire des distributions de pain pour calmer le peuple. Toutefois, les meneurs sont sévèrement châtiés ; l’un est pendu, huit condamnés aux galères à vie et d’autres à dix et cinq ans.
- 1754

Établissement d'un haras en Camargue reprenant l'idée initiale du roi de 1734.
Janvier
Le Rhône est totalement gelé pendant plus de 50 jours - Il « resta presque gelé depuis le 7 janvier jusques bien avant dans le mois de mars ».
Hiver de glace avec Rhône gelé.
- 1755

Décembre
Le 8 décembre 1755, « Sur les neuf ou dix heures du soir, M. Trophime Tinellis (fils de M. Tinellis, avocat), capitane dans le régiment d'Orléans-infanterie et chevalier de Saint-Louis, a été tué en duel derrière le couvent de la Miséricorde, à l'âge de 44 ans, et a été enseveli le lendemain dans le tombeau de sa famille, dans l'église des FF. Prêcheurs. » (Bonnemant).
Hiver de glace avec Rhône gelé.
- 1758

Hiver de glace avec Rhône gelé.

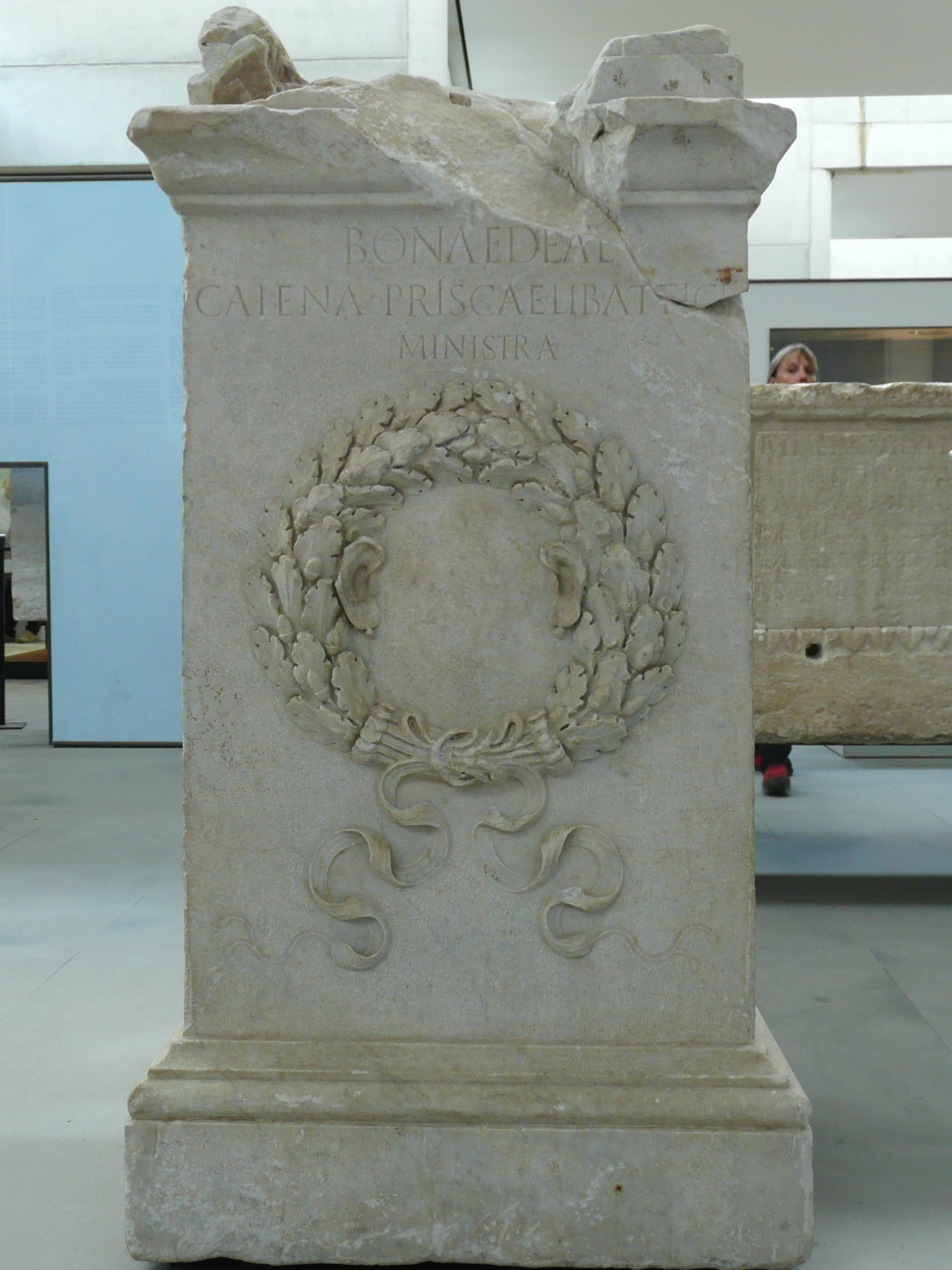
Autel en marbre du I, dit de la Bonne Déesse, trouvé en 1758 sur le site de l'église-Notre-Dame-la-Major ; les deux oreilles sont le symbole de l'attention bienveillante de la déesse - Musée départemental de l'Arles antique.

Découverte de l'autel à la bonne déesse (Bona Dea); cet autel de marbre blanc est découvert dans les fondements de la grande porte de l'église Notre-Dame la Major, lieu où se trouvait sans doute le temple de Bona Dea.
Anoblissement de la famille Du Roure.
- 1763

Arès le parlement de Paris, celui d'Aix-en-Provence prononce un arrêt en 1763 contraignant les Jésuites à quitter la Provence.
- 1764

Suppression de la Compagnie de Jésus à Arles.
- 1765

Novembre
Le 16 novembre 1765, «Il arriva du Maroc 80 esclaves rachetés qui assistèrent le lendemain à la procession que les Trinitaires et les Pères de la Merci firent avec les Pénitents blancs. Les [pénitents] noirs n'y furent pas à cause de leur procès avec les Trinitaires. » (Ms Pomme).
- 1766

Le Rhône est pris par les glaces pendant 46 jours.
Hiver de glace avec Rhône gelé.
- 1768

Janvier
Le 5 janvier 1768 fut la plus forte journée de froid d'un hiver qui compta parmi les plus rudes. On cita plusieurs cas de congélation à bord des navires d'Arles.
- 1769

Novembre
Le 18 novembre, tremblement de terre, assez faible, à 4 heures du matin). Il s'agit d'un séisme survenu dans le Comtat venaissin (44,0°  4,9°) de Imax MSK d'environ VII avec des dégâts à Bédarrides. Une réplique se produit un peu plus d'un mois plus tard le 21 décembre, toujours au même endroit.
- 1770

Septembre
Le ler septembre 1770, « Établissement de la brigade de maréchaussée composée d'un lieutenant et de 4 cavaliers.… Le sieur Roussel, de Saint-Remy, ancien officier du régiment des Volontaires dauphinois cavalerie fut nommé par le Roi lieutenant de cette brigade » (Manuscrit Pomme).
- 1771

Inauguration du Wauxhal, espèce de cercle de nobles. Dénoncé comme un club réactionnaire, il est détruit à la Révolution et ses restes ne sont déblayés qu'en 1808.
Avril
Le 30 avril, inauguration du Waux-Hall.
Juin
Le 7 juin, mise en place du nouveau pont de bateaux sur le Rhône.
- 1772

Anoblissement de la famille Roy de Vacquières.
- 1774

Avril
Le 9 avril, débordement du Rhône.
Août
Le 6 août 1774, chaleur extrême, à la suite de laquelle on constate une recrudescence des fièvres paludéennes qui désolent le pays.
- 1775

Comblement des fossés de la Lice, devant l'enceinte sud de la ville.
- 1776

Janvier
Le 23 janvier 1776, publication d'un édit royal bannissant les juifs de la Provence et faisant défense aux habitants de leur louer des logements, sous peine d'amende.
- 1777

Octobre

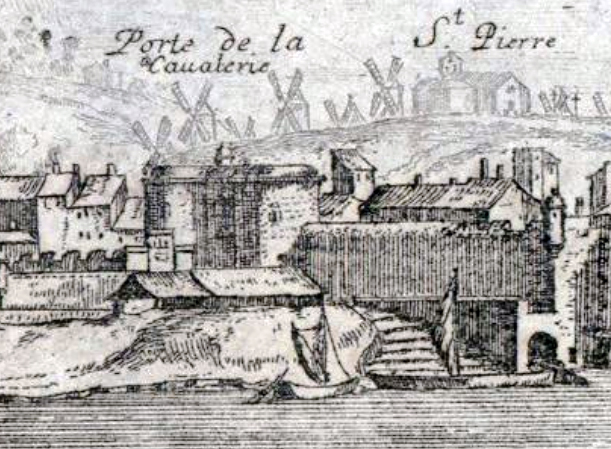
Porte de la Cavalerie (entrée nord de la ville d'Arles) en 1660.

Le 15 octobre, démolition du corps de garde de la porte de la Cavalerie.
- 1778-1784

Hausse des températures moyennes annuelles.
- 1778

Juin
Le 14 juin, émeute des moissonneurs à la place des Hommes (place du Forum actuelle), occasionnée par la modicité des salaires.
- 1779

Février
Le 5 février, naufrage d'un corsaire tunisien aux embouchures du Rhône. L'équipage fut recueilli et conduit à Marseille.
Eté, très chaud et sec.
- 1781

Travaux d'aménagement du nouveau cimetière (boulevard E. Combes).
Le maître verrier J.F. Grignard de la Haye (1745-1793) s'installe à Arles et s'associe avec Pierre Boulouvard, négociant arlésien pour développer la verrerie de Trinquetaille spécialisée dans la production de verre noir.
Avril
Le jeudi, 26 avril, vers les 7 heures et quart environ du soir, on a senti dans Arles une secousse de tremblement de terre ; elle a été plus sensible à la Roquette, à Trinquetaille et dans les endroits bas de la ville qu'au planet des Cordeliers. Région épicentrale : Camargue (Arles).
- 1782

Mars
Le 10 mars 1782, « le Conseil municipal autorisa l'établissement d'une verrerie de verre noir derrière le couvent des Capucins à Trinquetaille, à condition d'y employer du charbon de terre et non de bois. En suite de celte autorisation, François Brun, avocat, Louis Boulouvard aîné, négociant, et Jacques Grognard, noble verrier, associés, firent commencer la construction de cette manufacture. » (Ms Pomme).
Le 10 mars, création de la verrerie de Trinquetaille, par autorisation du conseil municipal.
Juillet
Le 16 juillet 1782, le plancher du premier étage du grand bureau de tabac s'effondre et écrase cinq personnes ; incendie de la manufacture de tabac située dans le quartier de la Roquette ; cinq arlésiens y périssent et la manufacture est définitivement fermée après ce drame.
- 1783

Mars
Le 10 mars 1783, ouverture d'un cours public d'obstétrique par le docteur H. G. Paris, dans la grande salle de l'hôtel-de-ville.
- 1784

Ouverture à Arles du premier musée français d'archéologie.
Janvier
Le 20 janvier 1784, froid intense.
Mars
Le 14 mars 1784, « M. l'Archevêque est allé confirmer en Crau, et on a posé la croix de la mission au mas de M. Peyras. » (Mémorial de J.-B. Vallière).
Avril
Le 15 avril, lancement du premier ballon qu'on ait vu dans la ville d'Arles, par les soins de M. de Laincel fils, qui veut gratifier la population d'un spectacle nouveau pour elle. La montgolfière tombe à trois ou quatre lieues de la ville.
Novembre
Le 6 novembre 1784, « Le samedi 6 novembre 1784, Mathieu Bouver, maçon, commença les fondements de la muraille du grand cimetière, le long du chemin neuf, vis-à-vis du Mouleyrès » (Ms Pomme).
- 1785

Après 1785, fléchissement des températures moyennes annuelles.
Février
Le 20 février, vote pour la démolition du rempart.
Août
Le 22 août, célèbre procession, à travers les rues de la ville, par les religieux trinitaires et les Pénitents blancs et noirs, promenant en triomphe 110 esclaves rachetés dans les États Barbaresques.(Ms Pomme).
- 1786

M. de Montfort et M. Pautier, consuls ; Trophime Nicolas Michel, consul (3e).
Destruction dans le quartier de Trinquetaille, de l'église Saint-Pierre-de-Gallègue, appelée Saint-Pierre-le-Vieux depuis son abandon en 1618.
Janvier
Le 8 janvier, les glaces brisent le pont de bateaux et le coulent à fond.
Mai
Le 19 mai : mort du 3e consul en exercice, M. Trophime Nicolas Michel ; compte rendu des démarches et cérémonies à Arles à cette époque.
Le 28 mai, l'archevêque Du Lau bénit le nouveau cimetière (l'actuel).